# 류경호텔
류경호텔(柳京호텔, 표준어: 유경호텔, 영어: Ryugyong Hotel)은 조선민주주의인민공화국의 수도 평양시 보통강구역에 건설된 호텔형 마천루이다. 류경호텔은 특히 평행사변형 꼴로 동서쪽으로 뻗어있는 특이한 모양으로 지어지고 있다. 현재 조선민주주의인민공화국에서 제일 높은 빌딩이다. 《새롭게 일신된 보통강반에 흐르는 정서》라는 우리민족끼리에 실린 글에 따르면 문화어로도 '려관'이라고 하지 않고 '호텔'이라고 한다.
'버드나무의 도시'라는 뜻의 '류경'은 조선 시대에 평양에 버드나무가 많아 시원하고 아름다운 풍경을 만들었다는 이야기에서 비롯되었으며, 지금도 평양의 별명 중 하나이다. 첨탑 높이가 330m, 지붕 높이는 323m이며, 최상층 높이가 317.2m이다. 지상 105층, 지하 4층의 건물이며 조선민주주의인민공화국 최초 100층 이상 건물이다.
대한민국 서울의 63빌딩보다 높은 류경호텔은 1987년에 착공하여 1992년 공사가 끝난 뒤 조선민주주의인민공화국에서 가장 높은 건물이 되었고, 2008년 공사 재개에 들어간 뒤 2012년 외부 공사가 마무리된 후 2017년 개장 예정이었으나 개장되지 않았다. 만약 개장했다면 부르즈 알 아랍(60층, 321m)을 제치고 JW 매리엇 마키스 두바이 1, 2(82층, 355m), 포 시즌스 플레이스 쿠알라룸푸르(74층, 342.5m)에 이은 세계에서 4번째로 높은 호텔이 되었을 것이다.
류경호텔은 미국 CNN 산하의 여행정보 사이트 'CNNgo'가 2012년 1월 4일에 선정한 '세계에서 가장 추한 건물' 1위이다. 1992년 가장 높은 빈 집에 기록되어 있다. 이 건물은 최후의 심판 호텔 뿐만 아니라 유령호텔이라고 한다. 주변에 혁신선 건설역이 있다.

## 건축
류경호텔은 높이가 330m(1,080ft)인 평양의 스카이라인에서 가장 눈에 띄는 특징이며, 북한에서 가장 높은 구조를 자랑한다. 류경호텔의 건설은 1992년 김일성 주석의 80회 생일에 맞추어 완공될 예정이었다. 만약 류경호텔이 완공되면 세계에서 가장 높은 호텔이라는 칭호를 얻었을 것이다. 미완성 건물은 꼭대기 첨탑의 2009년 완료될 때까지 새로운 호텔에서 아랍에미리트 두바이의 로즈 타워 높이를 능가하고, 류경호텔은 세계에서 63번째로 높은 건물이다. 중국 월드 트레이드 센터 타워 III, 주하이 세인트 레지스 호텔 & 오피스 타워, 높이의 유수우 포춘 센터가 있으며 100층이 가장 많은 층에 위치해 있다. 또한 세계에 있는 가장 큰 규모의 비어 있는 건물이다.
건물은 길이가 100m(330ft), 너비가 18m(59ft)인 75개의 각도로 경사지는 3개의 날개로 구성되어 있으며 공통점에서 수렴하여 절정을 이룬다. 건물은 40m(130ft) 넓이의 원뿔대로 되어 있으며, 회전하려는 바닥은 여덟 개로 이루어져 있으며 여섯 개의 고정 층이 있다. 이 구조는 원래 5개의 회전 레스토랑과 3000개 또는 7,665개의 객실을 수용하기 위한 것이 었다. 2009년 오라스콤의 칼리드 비차라에 따르면 려명은 단순한 호텔이 아니라 오히려 혼합 사용 개발 "호텔 숙박, 아파트 및 비즈니스 시설의 혼합"과 함께 "회전 레스토랑" 시설을 포함한다.

## 역사

### 공사 시작

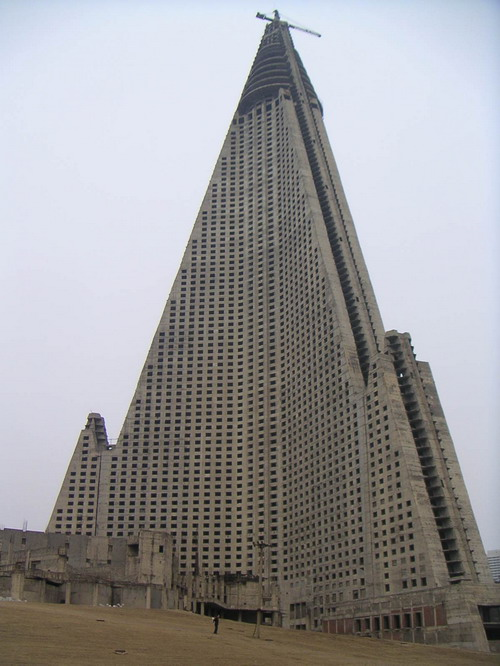
2004년 3월

류경호텔의 건설은 본래 1988년에 김일성 주석의 80회 생일에 헌정하기 위해 기획되었으며, 1987년 8월 28일에 프랑스의 기술과 자본으로 착공돼 4억 달러 이상의 외화와 연인원 1만명의 노동력이 투입되었고 피라미드형 호텔 건설이 시작되었다.  1988년 3월 7일 기초굴착공사 97%, 기초콘크리트치기 50%의 공정을 보이고 있다. 1992년 김일성 주석의 80회 생일에 맞춰 공사를 끝낼 예정이었지만 1990년에 류경호텔의 최상층 공사가 진행 중이었고 1990년 12월에 해외 기술진들이 철수하면서 공사 진행이 어려워지고 1991년 소련이 해체되며 1992년 4월의 김일성 생일에 맞추기 위해 공사를 완료한다는게 계획이었다.

### 공사 중단
1992년에 완공 예정이었으나 공사비용 문제로 점차 지연되다 같은 해 60% 완공 상태에서 전면적으로 공사가 완전 중단되어 도심의 흉물로 방치되었다. 1996년에 류경호텔은 붕괴 위험이 크다고 경향신문에 보도되고 1996년 산케이신문에 따르면 지난 1987년 착공돼 외형만 세워진 채 방치된 평양시내의 피라미드형 초고층 건물인 류경호텔이 심한 부식으로 붕괴위기에 있다고 산케이신문이 1996년 7월 7일에 보도했다.
2003년 캐나다 애니메이터 기 들릴은 류경호텔을 보고 공포감이 느꼈다. 당시를 만화로 그린 평양은 2004년 문학세계사에서 번역하고 출판했다. 이 만화책에 따르면 북한의 마천루들은 대부분 비어있으며 이 건물은 더욱 을씨년스런 흉물이라고 류경호텔을 평했다.
2006년에 ABC 방송국의 뉴스 프로그램인 ABC 뉴스는 북한이 엄청난 규모의 프로젝트에 충분한 원자재(에너지)를 갖고 있는지 의문을 제기했다. 2008년 4월에 공사가 재개되기 전에 공사가 중단되었다. 로스앤젤레스 타임스에 "북한은 돈이 없어서 건설이 완료되지 않았다"라고 말했다.

### 공사 재개

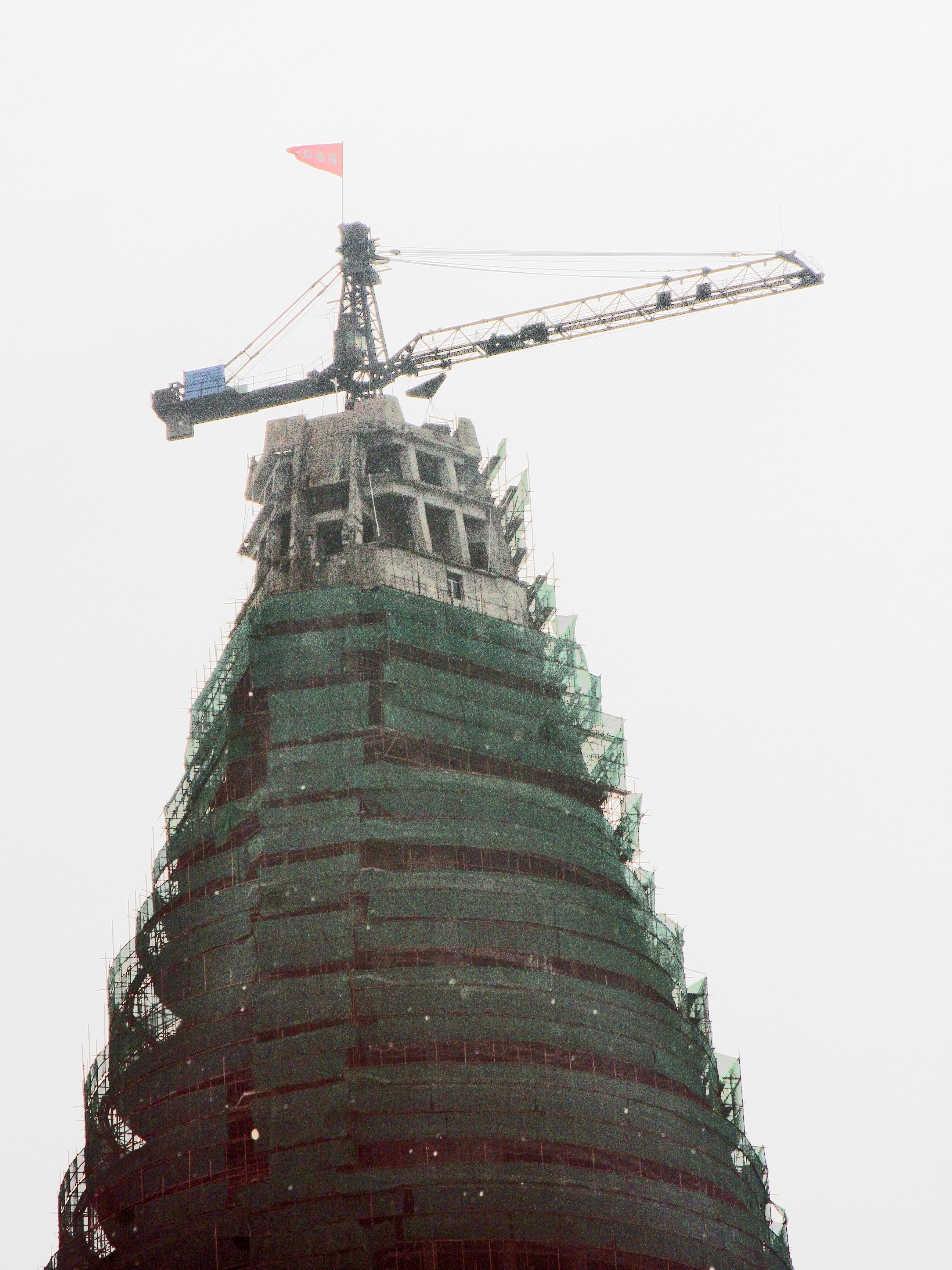
공사가 재개된 후 2008년 9월의 최상위 전망

이 빌딩은 1992년 이래로 약 16년 간 미완공 상태로 방치되고 있다가 2008년 4월경에 이집트의 국영 통신사인 오라스콤 그룹이 2억 1500만 달러를 투입, 중단됐던 류경호텔의 공사가 재개되었고 오라스콤 그룹에 이어 프랑스의 시멘트 생산업체 라파즈또한 투자자로 나섰다. 2011년 2월 17일에 언론 보도에 의하면 류경호텔의 외장 공사가 거의 끝난 것으로 확인되었다.
이후 아랍에미리트의 에마르 디벨롭트사가 호텔을 정밀 분석한 결과 아무 이상이 없는 것으로 밝혀져 에마르 디벨롭트사가 호텔 외벽에 유리를 붙이는 시공을 하여 2011년 7월 14일에 언론 인용보도에 의하면 류경호텔의 외장공사가 마무리되었다. 2012년 4월에 김일성 탄생 100주년을 기념해 완공 예정이였고 2012년 7월에 오라스콤 건설이 이 사업을 포기했다.
그리고 2013년 3월에 다시 공사가 중단되었으며 2월에는 2013년 조선민주주의인민공화국 핵 실험이 있었고 이후 3월에 켐핀스키 그룹이 개장을 보류했고 같은 해 4월에 호텔사업이 중단되었다. 호텔 차단벽은 2014년에 지어졌으나 2017년 7월 27일에 리노베이션 공사를 끝내고 차단벽을 철거했다.
2017년 10월 영국 텔레그래프, 대한민국 조선일보 보도를 통해 류경호텔이 완공되었고 연말 준공식을 앞두고 있었다. 2018년 4월 초 15m 높이의 LED 전광판 불빛 단장했지만 인공기가 보인다. 6월 인공기와 간주가 보이지만 조명장치를 부착하는 작업이 한창이다. 9월 9.9절을 맞이해 인공기가 있고 빨간 글씨인 경축과 노란 글씨인 70 돌이 있고 1948 - 2018이 있다.

## 규모 및 구성
건물 안에는 2,000석 규모의 대회의장과 연회장, 프레스센터, 객실은 1,311개, 임대사무실은 990개, 콘도미니엄은 138개, 식당은 40개, 연회장과 회의실 등은 총 3,200실 등이 들어설 계획이며, 꼭대기 101층에는 전망대와 레스토랑 등을 설치할 계획이다. 동양 최대 규모의 건축물로 탄생하기로 돼 있었던 이 호텔의 운명은 아직 불투명하다. 일본 일간지의 예상에 따르면 총 공사비용은 7억 5천만 달러에 이르며, 완공을 위해서는 3억 달러 이상의 추가 외자 유치가 필요한 실정이다.

## 높이
류경호텔이 당초 목표 완공연도인 1992년에 개장되었을 경우, 아시아에서 홍콩의 센트럴 플라자, 중국은행 타워 다음으로 높은 빌딩 및 세계에서 가장 높은 호텔이 될 수 있었다.

## 특징
류경상점은 105층 류경호텔 부근에 있으며 평양 시민들에게는 싱가포르 가게로만 알려져 있다. 미사일 모양을 닮은 류경호텔 입구에는 로케트 맹주국이란 글이 적혀 있다. 건물에 형태가 ᅀ자처럼 생겼다.

## 시설

### 주요 시설

#### 전망대
지상 101층에 위치하며 내부 공사가 끝나면 공식적으로 개장 예정이었지만 예산 부족으로 북한 정부에서도 이미 손을 뗀 상태이다. 또한 지금은 국민들에 의해 평양 시민들의 공중 화장실로 이용되고 있어 내부는 그야말로 '텅 빈 지옥'이라고 한다. 만약 개장되었으면 조선민주주의인민공화국에서 가장 높은 전망대가 되며 평양 스카이라인을 한 눈으로 볼 수 있게 되었을 것이다.

#### 객실
객실 수 1,311개가 들어설 예정이었다.

### 내부 시설
다음은 류경호텔의 내부 시설이다.
| 층수                | 시설                                         |
| ------------------- | -------------------------------------------- |
| 102층 ~ 105층       | 라디오 및 TV 신호 발사 층                    |
| 101층               | 전망대, 레스토랑 등                          |
| 2층 ~ 100층         | 레스토랑, 식당, 호텔, 컨퍼런스 센터, 객실 등 |
| 1층                 | 로비                                         |
| 지하 4층 ~ 지하 1층 | 지하주차장, 카지노 등                        |

## 비판
류경호텔은 그 특이한 모양새와 주변의 경치로 대한민국 뿐 아니라 세계적으로도 방송을 통해 많이 알려졌다. 그러나 국가의 어려운 경제 사정에도 과시적이고 전시효과만을 노린 기념비적 건축물을 세우는데 막대한 자금을 투자하는 것에 대한 비판도 많다.

## 남북통일 이후 전망
매우 지저분하고 열악한 건물 환경 및 높은 붕괴 위험 가능성으로 인해 철거하고 그 자리에 더 높은 새 초고층 건물을 다시 지을 가능성이 높다.

## 대중문화

### 소설
- 1984
- 2차 한국전쟁

### 게임
- 머셔너리에 유리가 아닌 건물인 공사가 중단된 건물이 나온다.
- 심시티 더 소셜
- 스타크래프트 II: 군단의 심장
- 헤이트 플러스
- 배틀필드 4

### 드라마
- 2019년에 방영한 드라마 남과 북 6회에 나온다.

### 영화
- 2017년에 개봉된 영화 공조에 류경호텔이 나온다.
- 2017년에 개봉된 영화 강철비에 류경호텔이 나온다.
- 2020년에 개봉된 영화 이스케이프 프롬 노스 코리아에 나온다.

### 다큐멘터리
- 2018년 9월 15일에 방영된 걸어서 세계속으로 572회 평양속으로에 나온다.

### 애니메이션
- 사우스 파크

### 만화
- 제2차 한국전쟁
- 20세기 소년

### 기타
- SCP 재단 - SCP-031, SCP-1427

## 갤러리

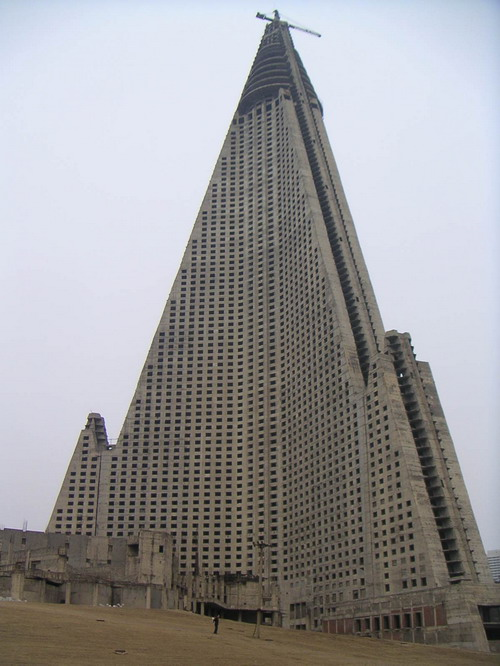
2004년 3월
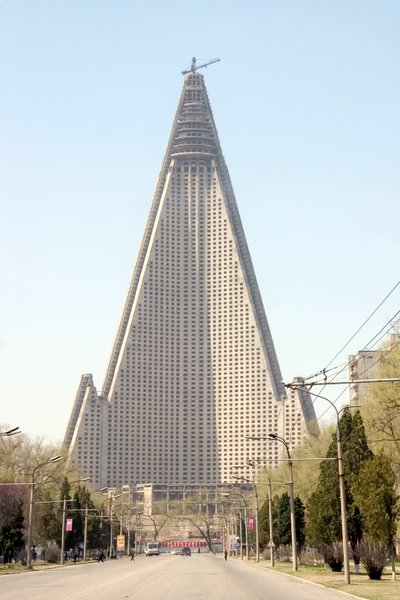
2005년 4월
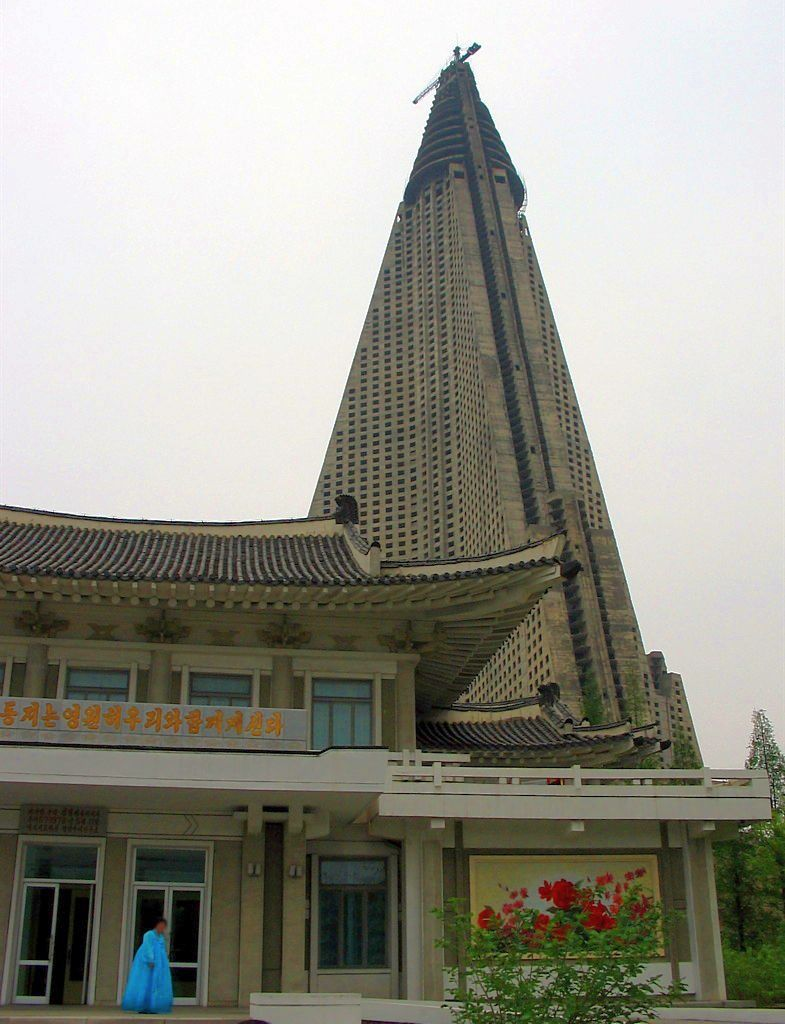
공사가 중단되어 방치된 류경호텔(2005년 5월)
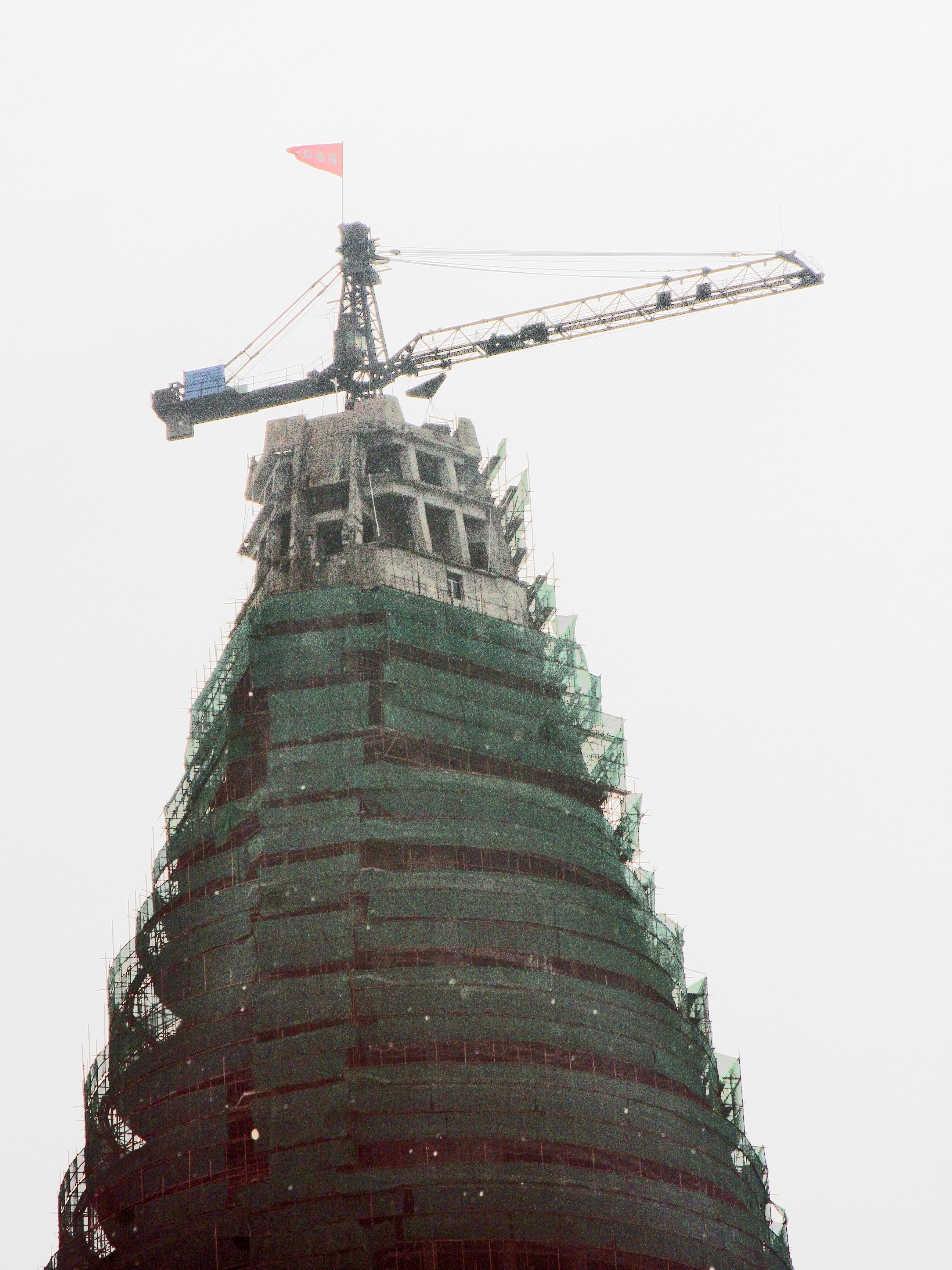
2008년 9월
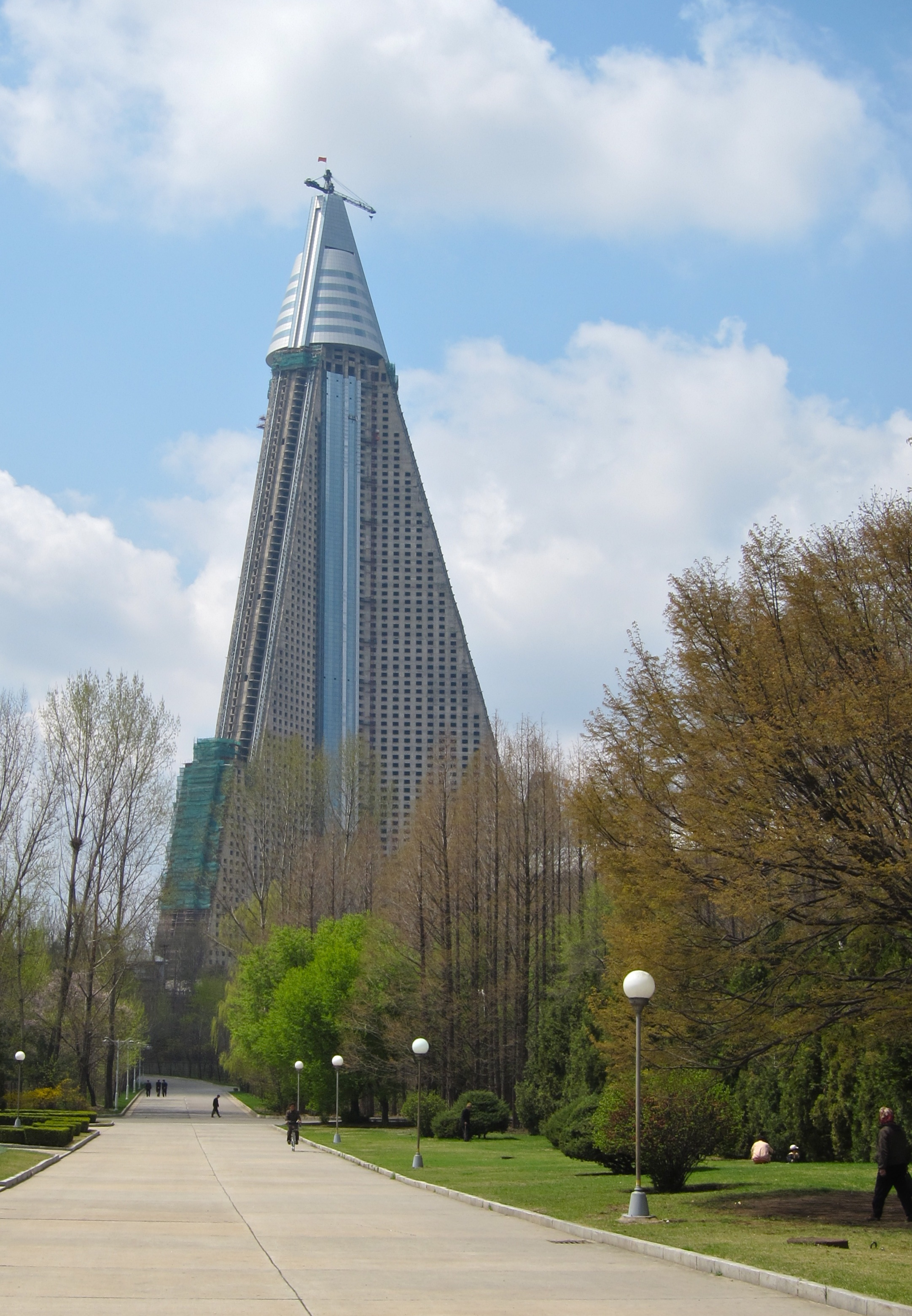
2010년 4월 29일
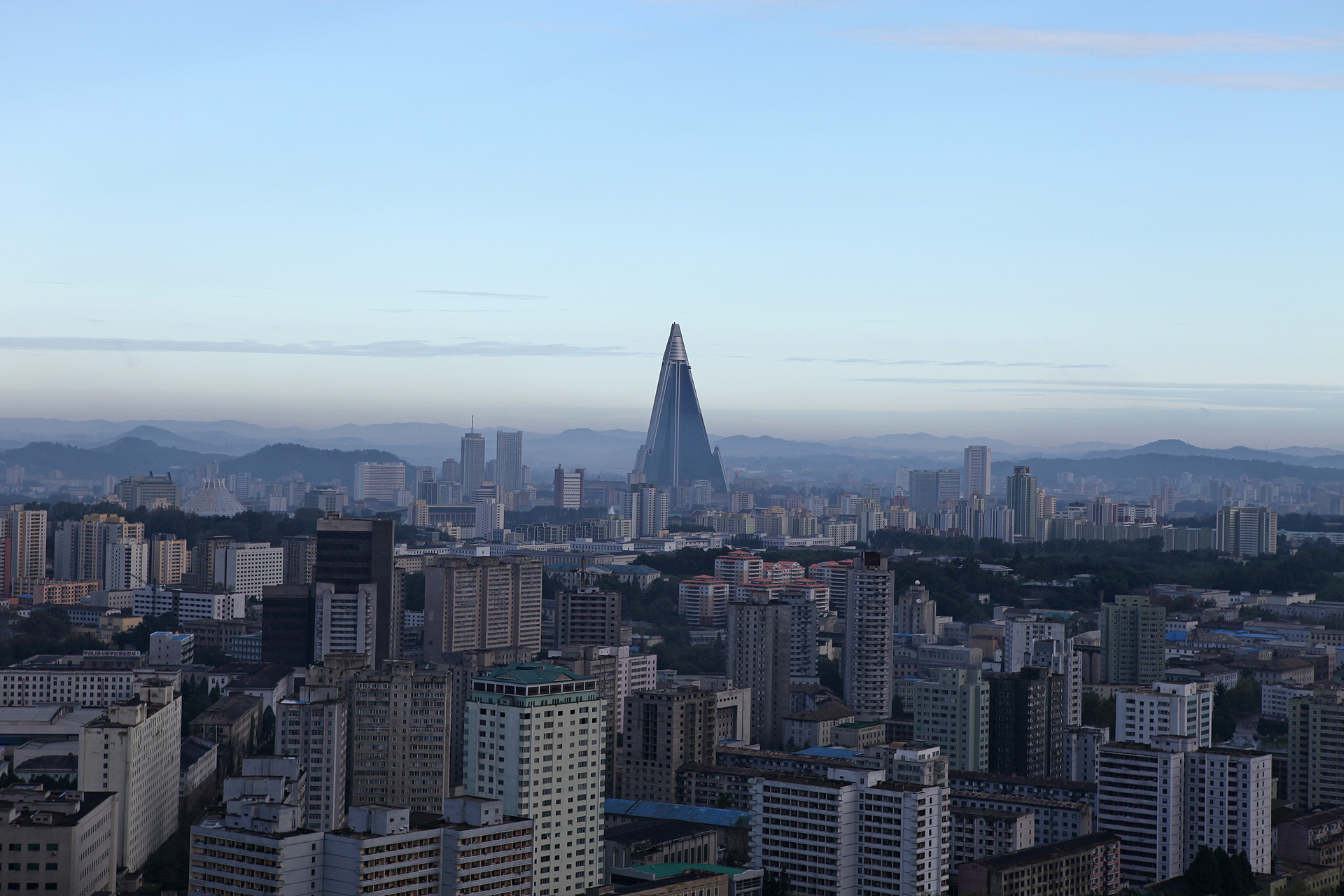
2010년 9월 11일
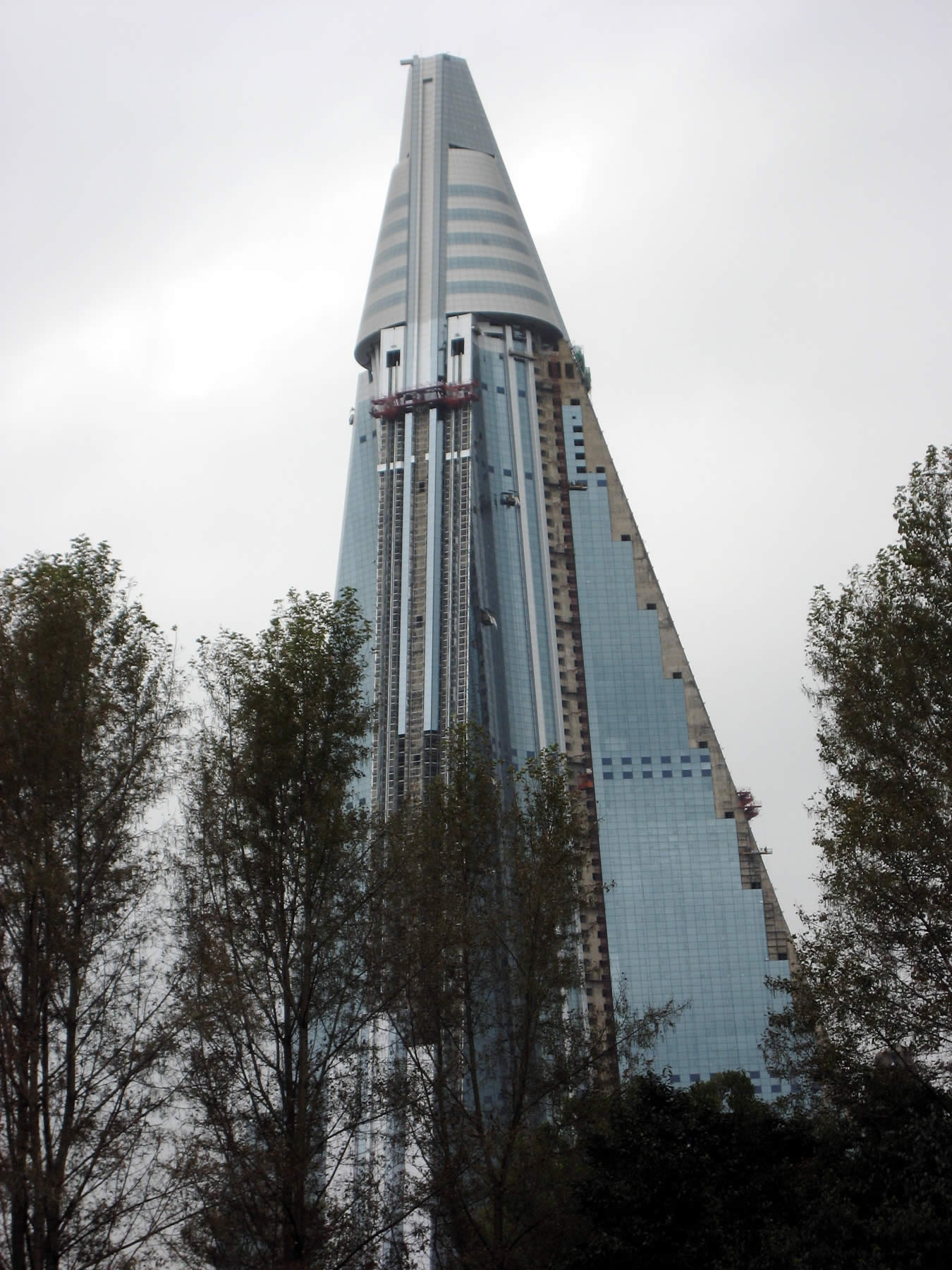
공사중인 류경호텔(2010년 10월 8일)
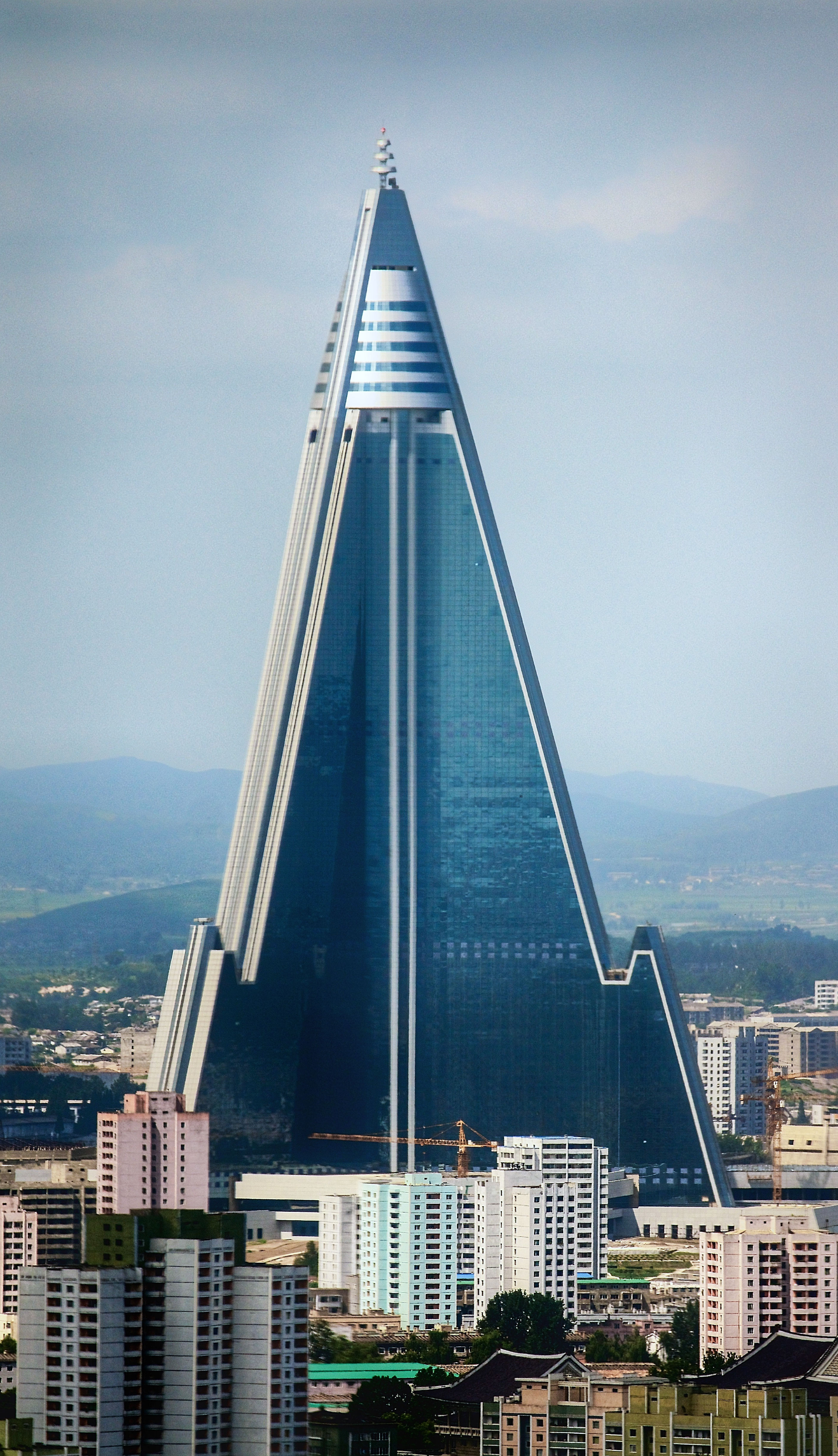
2011년 8월 27일
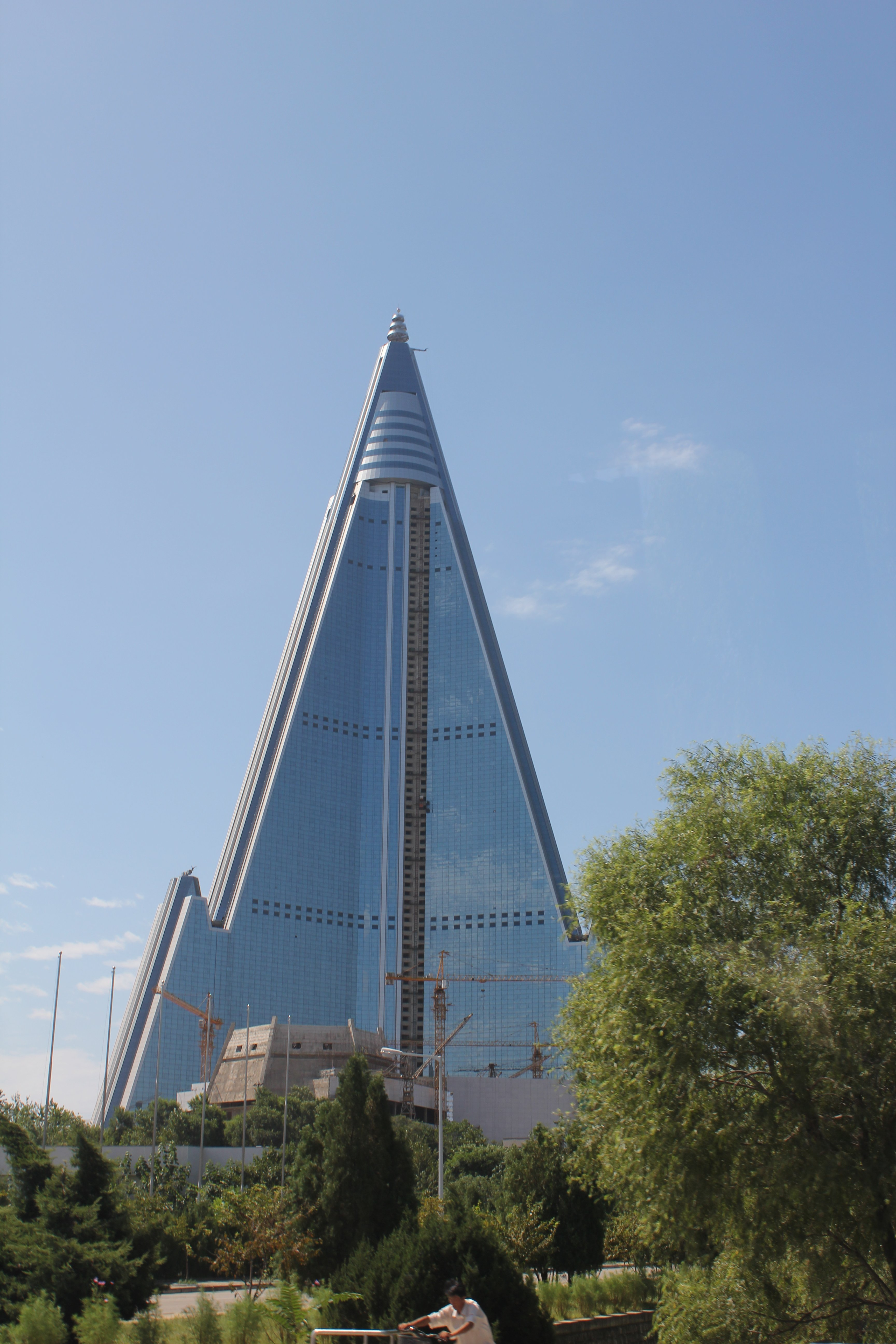
2011년 9월 4일
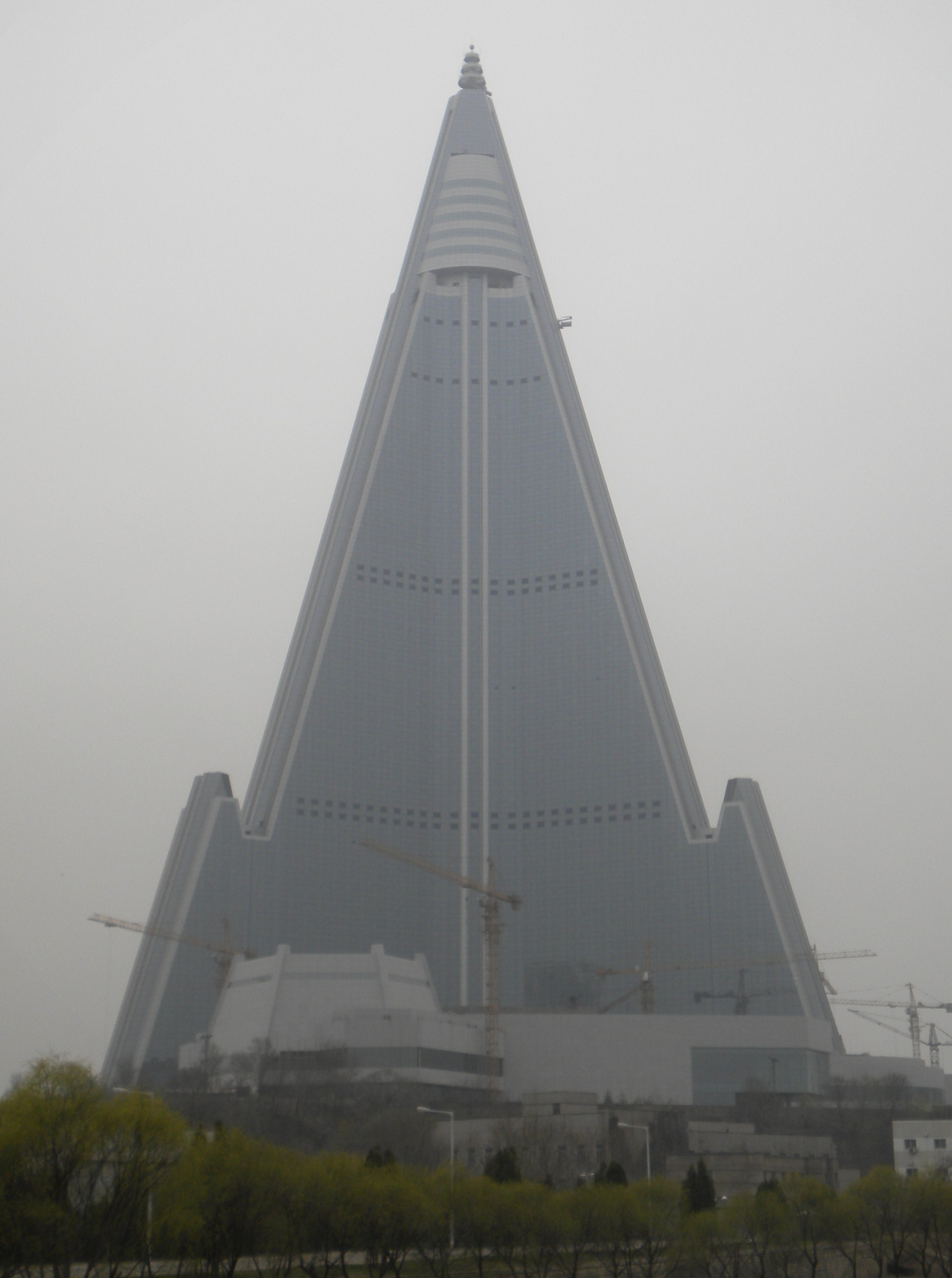
2012년 4월 18일
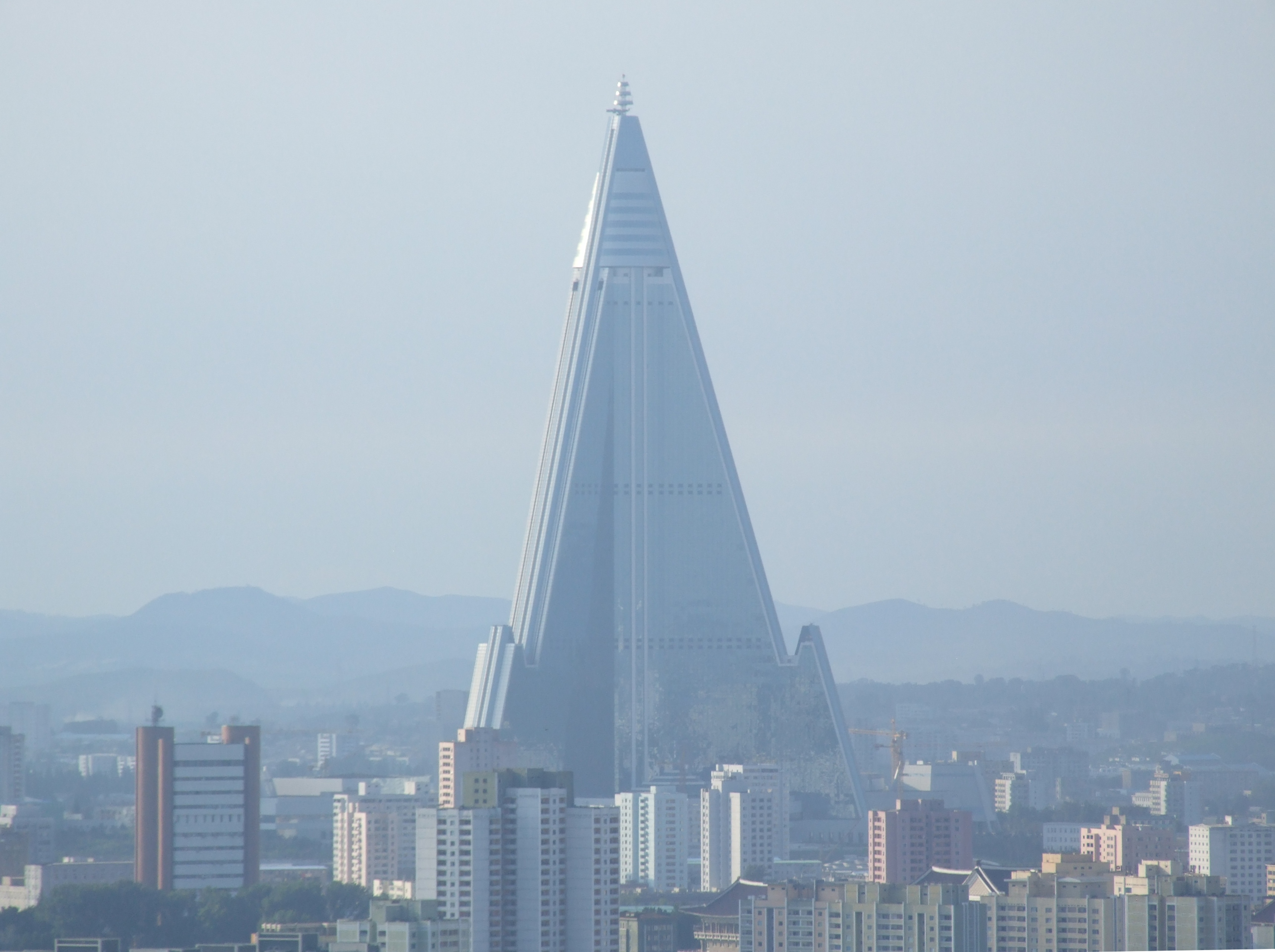
2012년 8월 4일
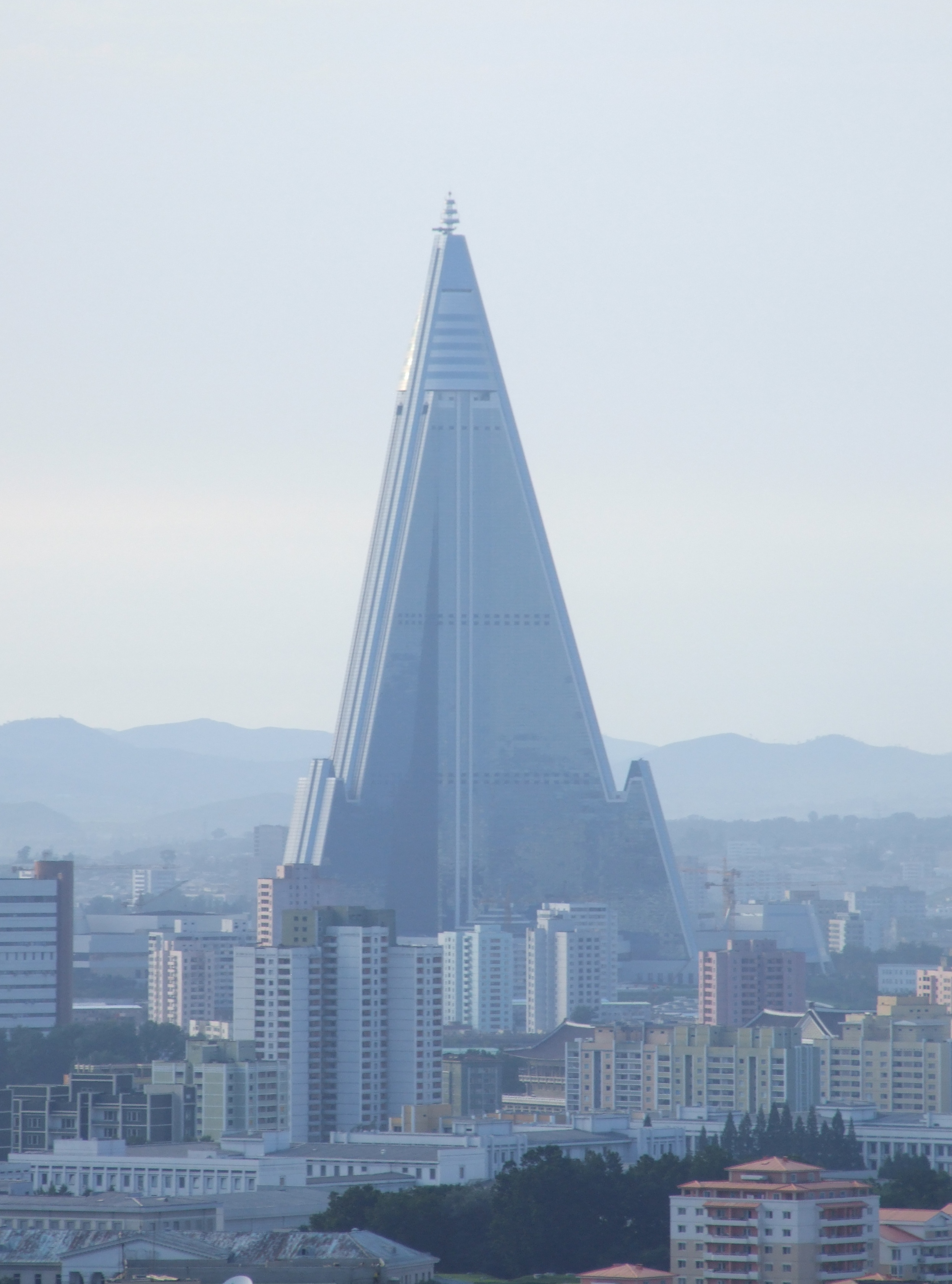
2012년 8월 4일
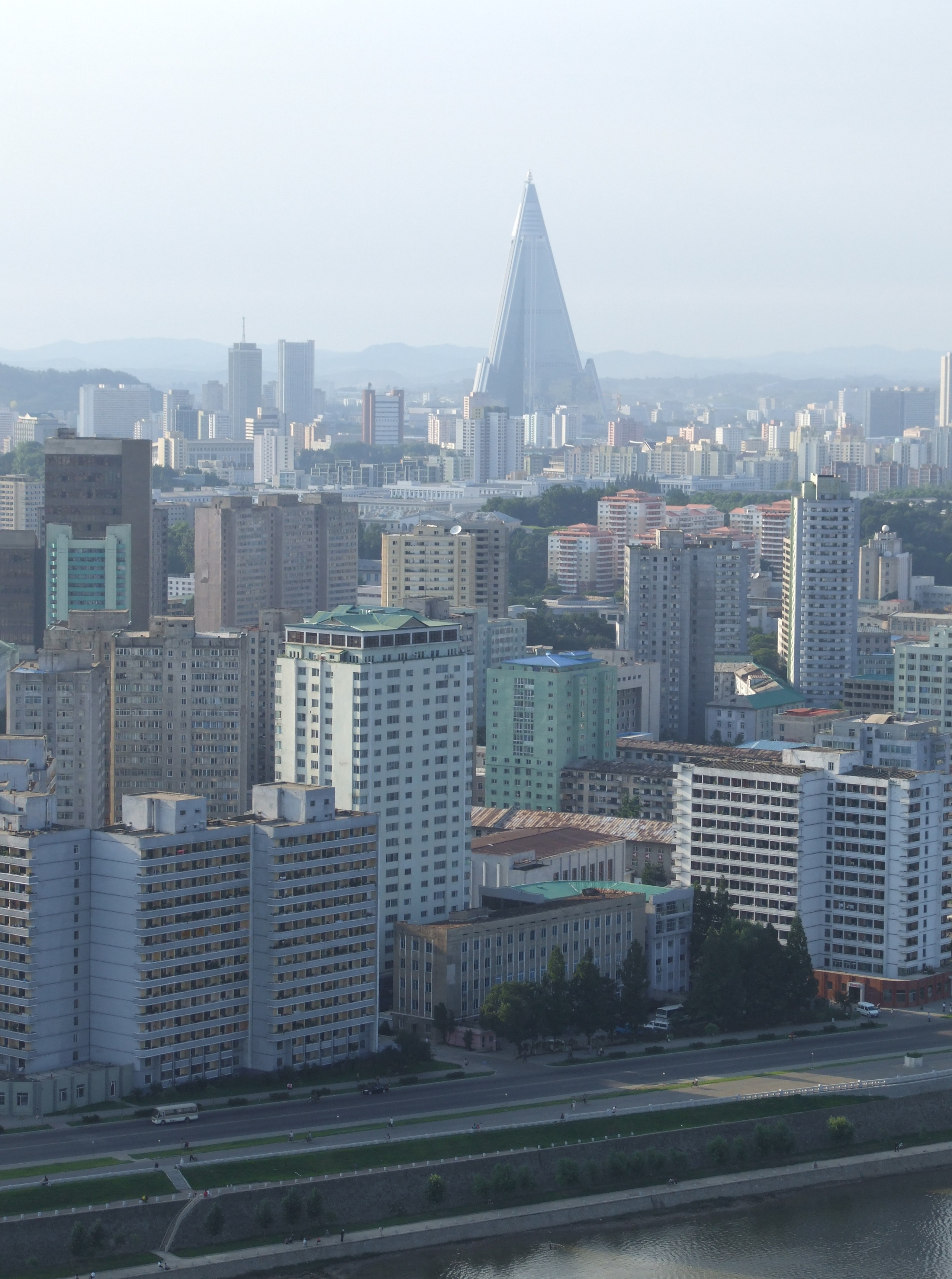
2012년 8월 4일
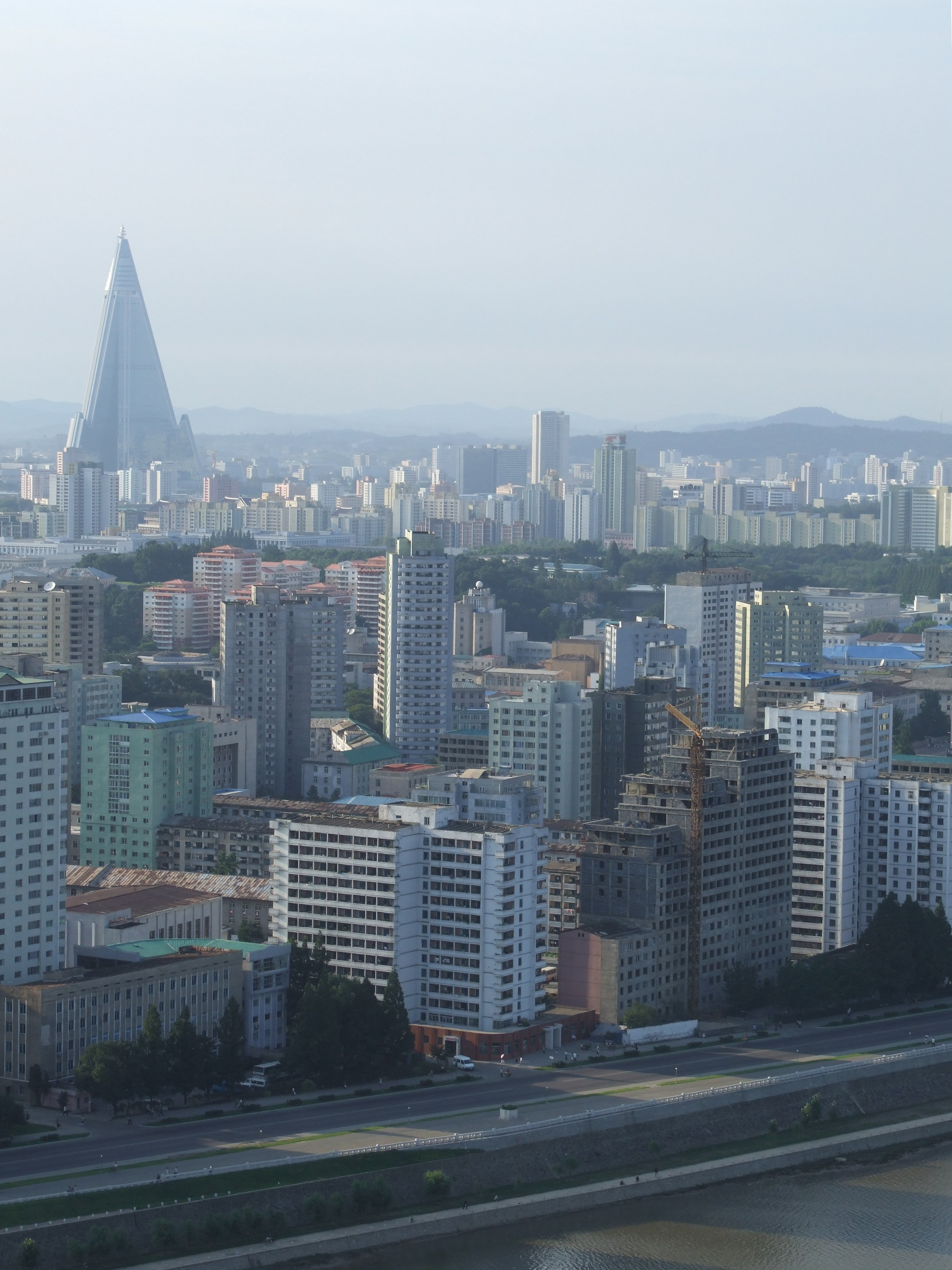
2012년 8월 4일
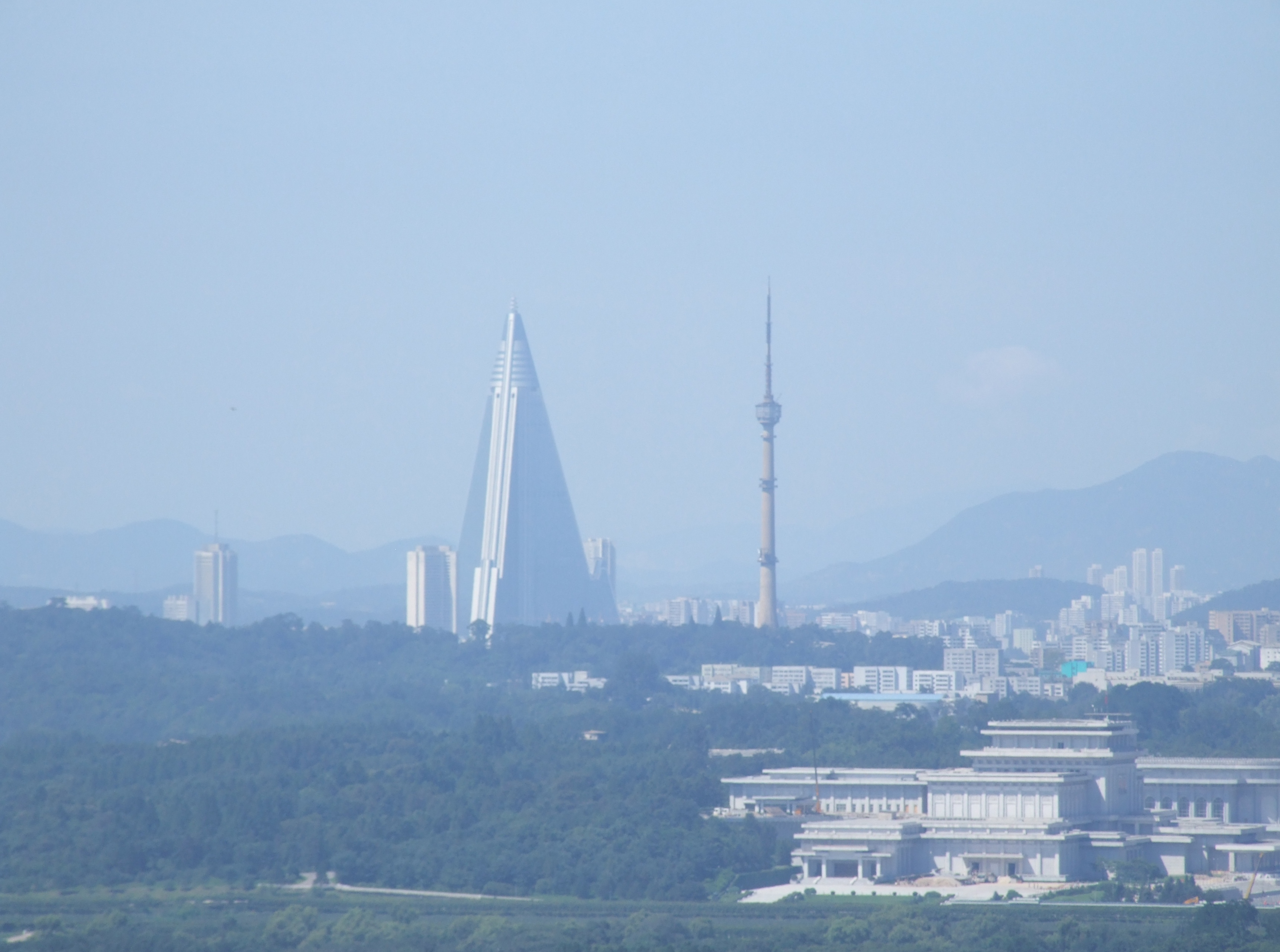
2012년 8월 5일
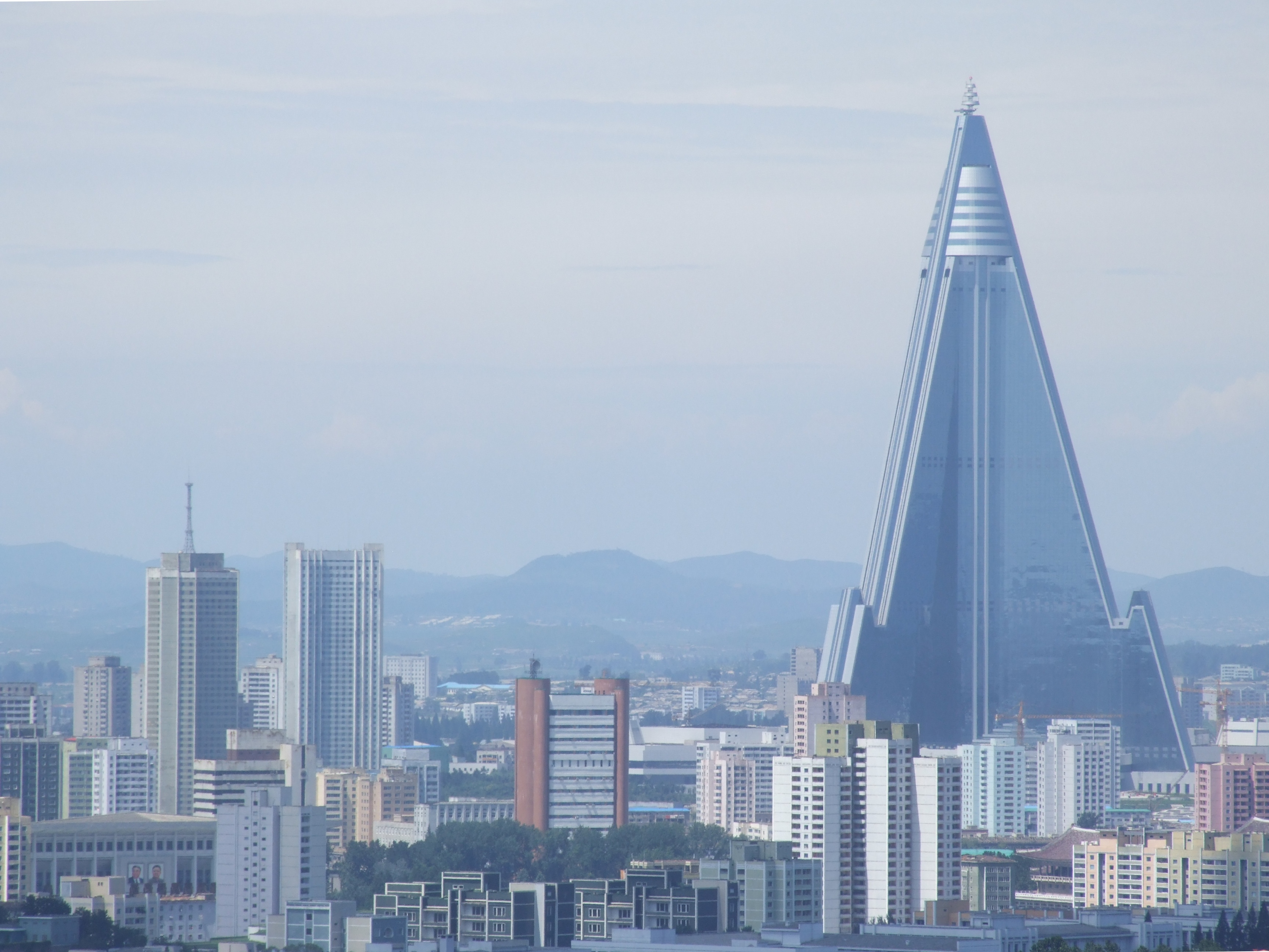
2012년 8월 5일
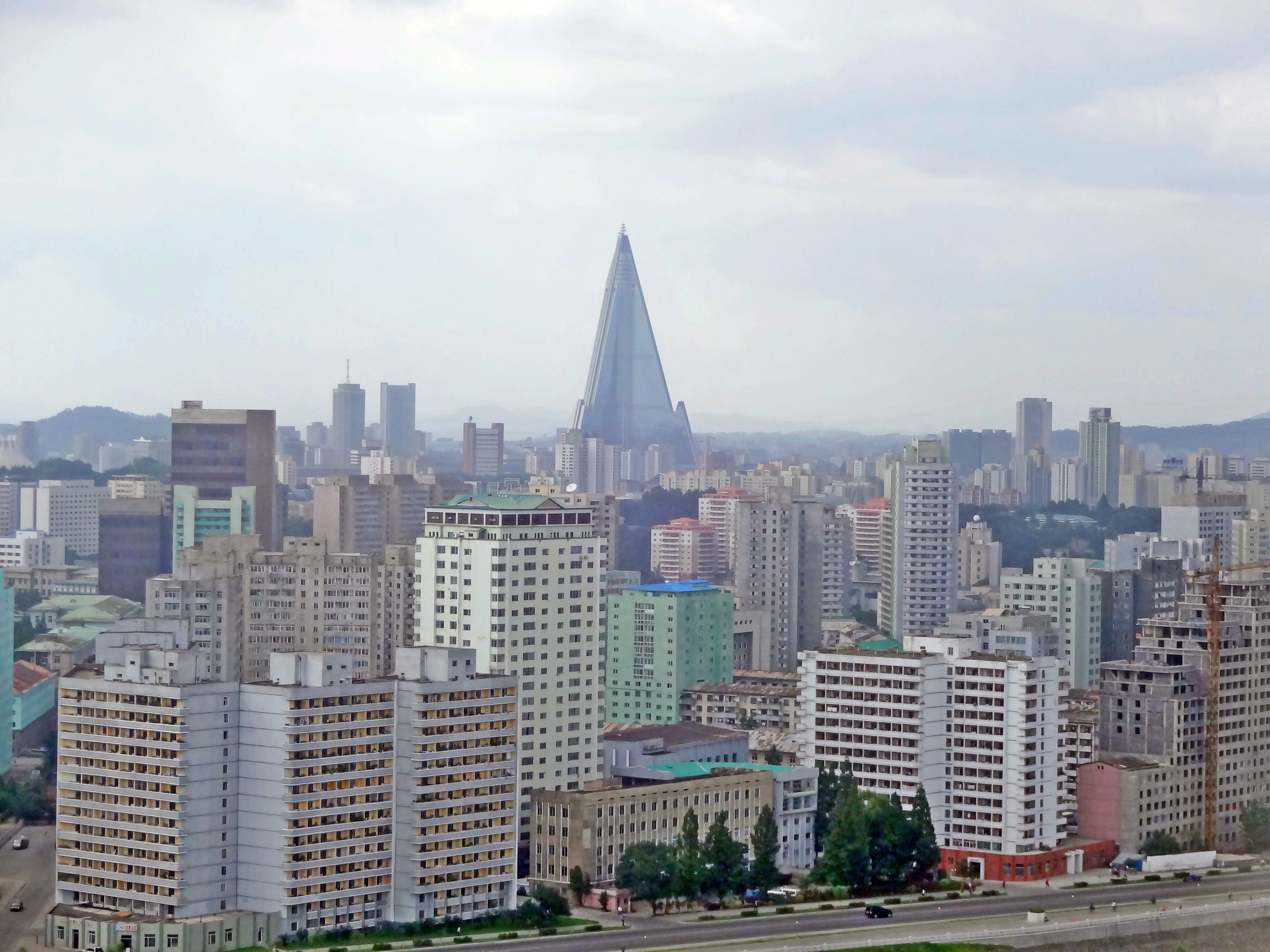
2012년 8월 6일
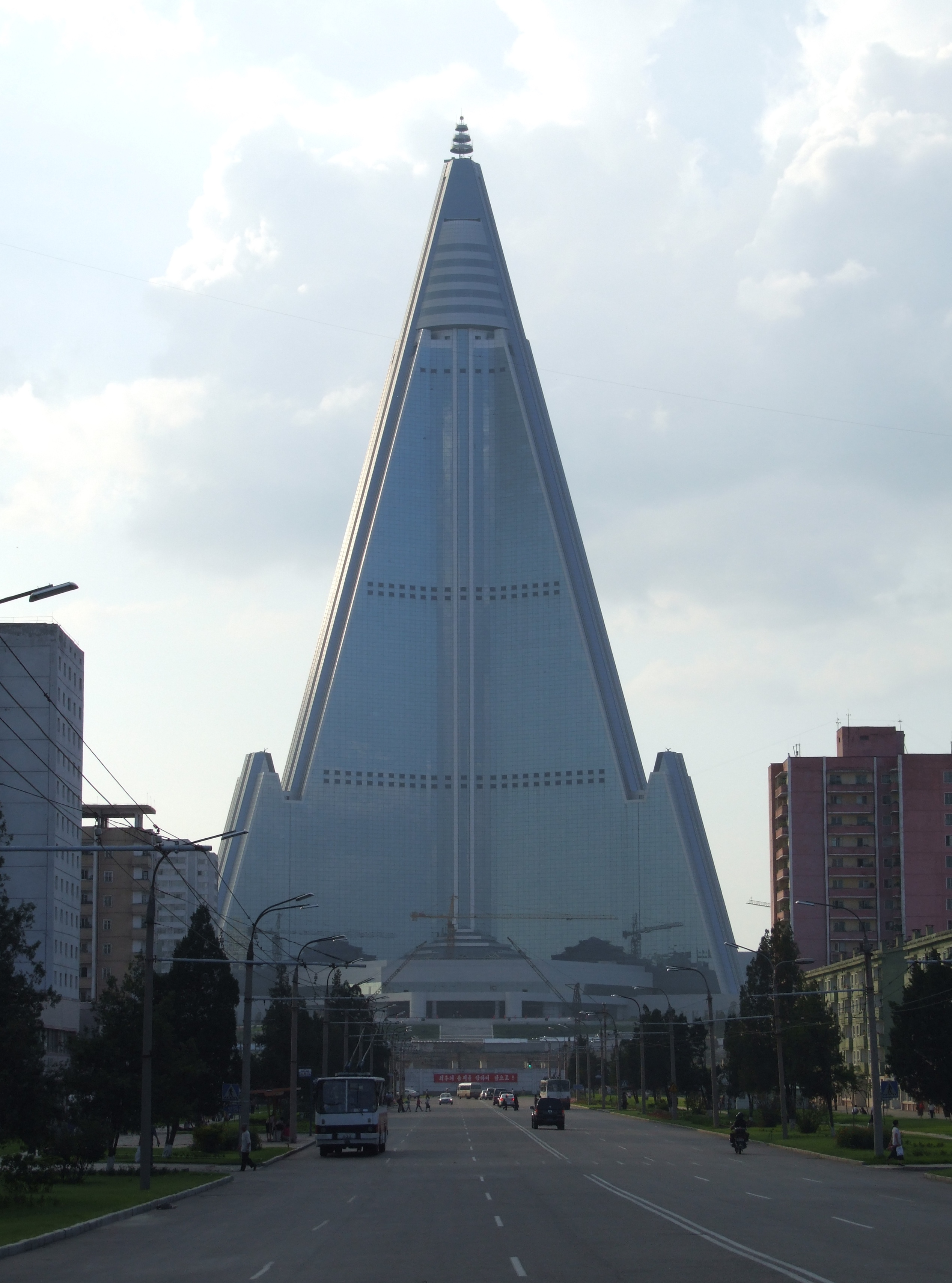
2012년 8월 7일
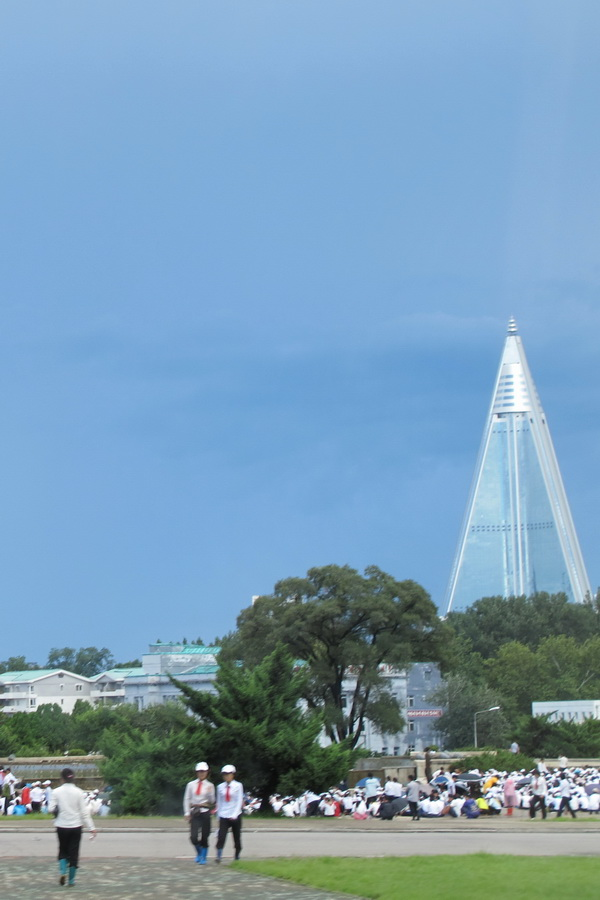
2012년 8월 25일
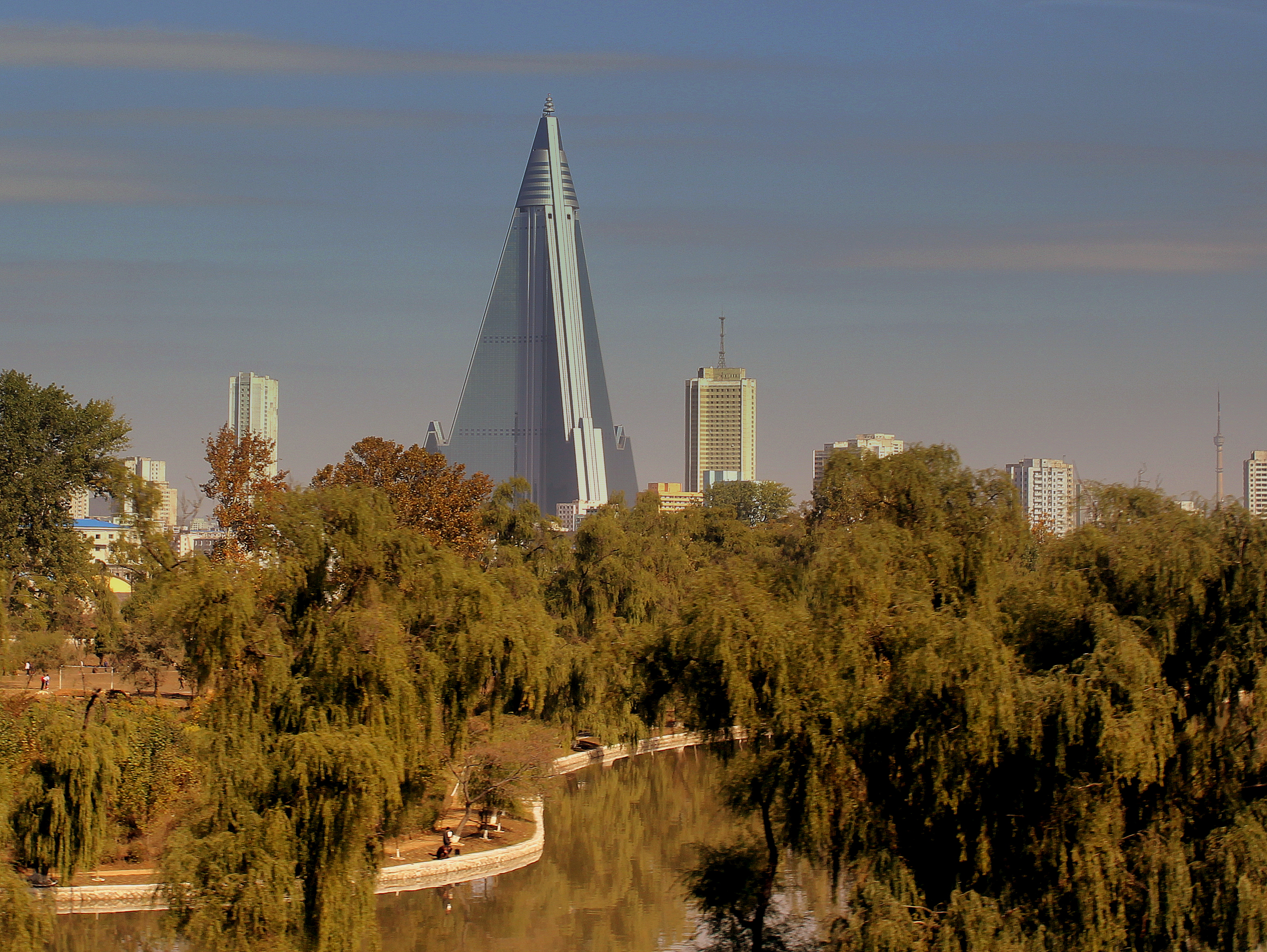
2012년 10월 23일
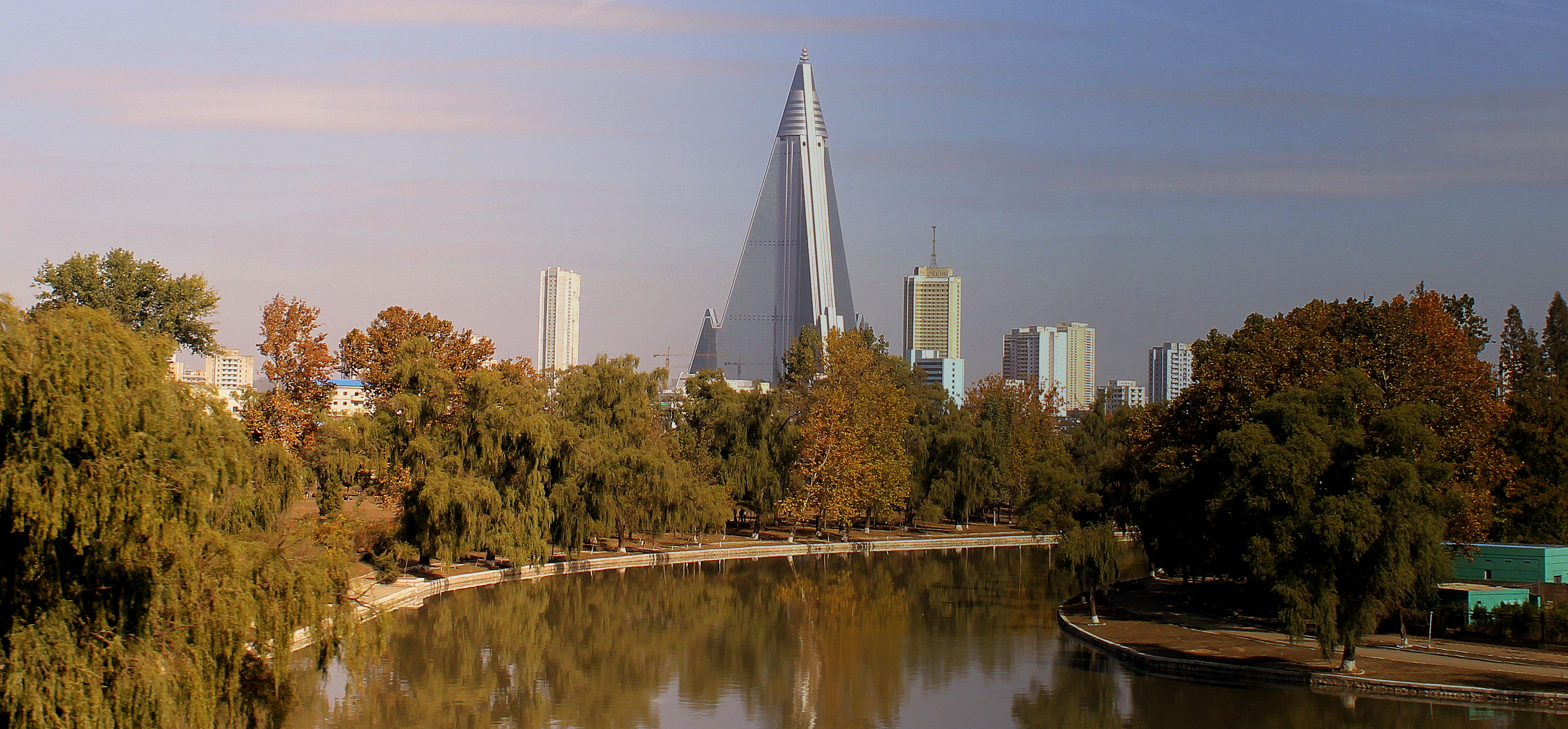
2012년 10월 23일
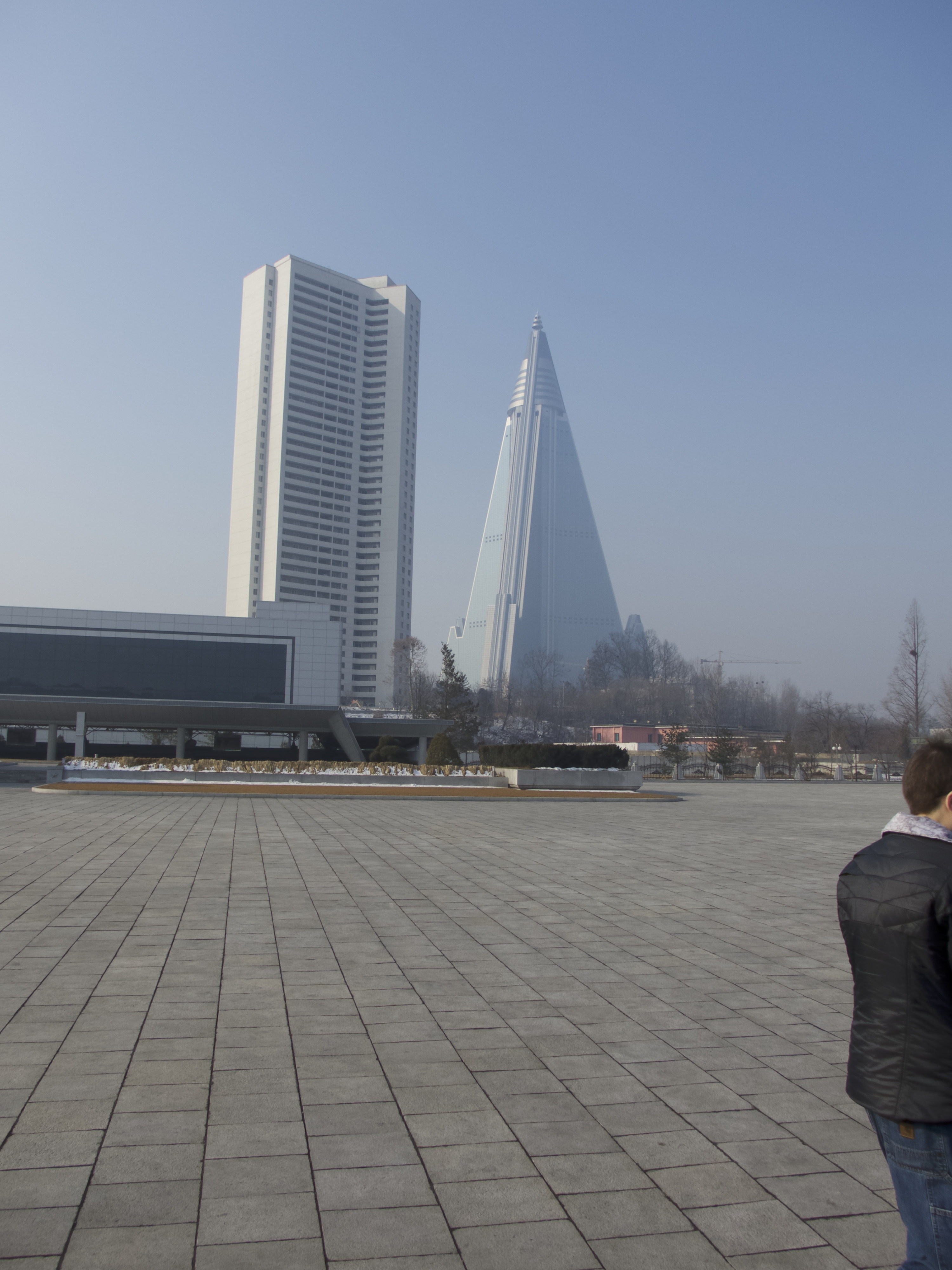
2014년 2월 15일
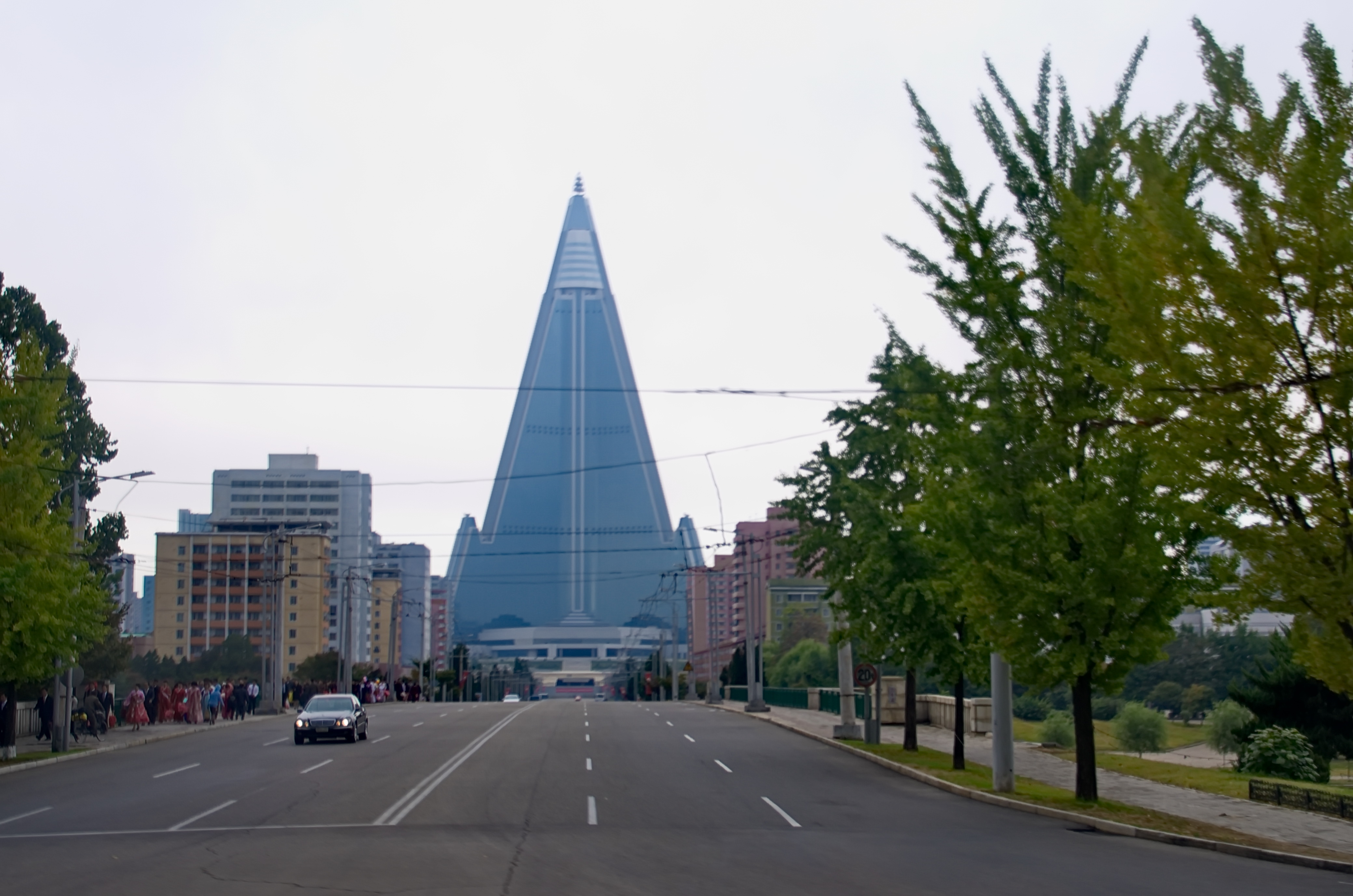
2015년 10월 10일
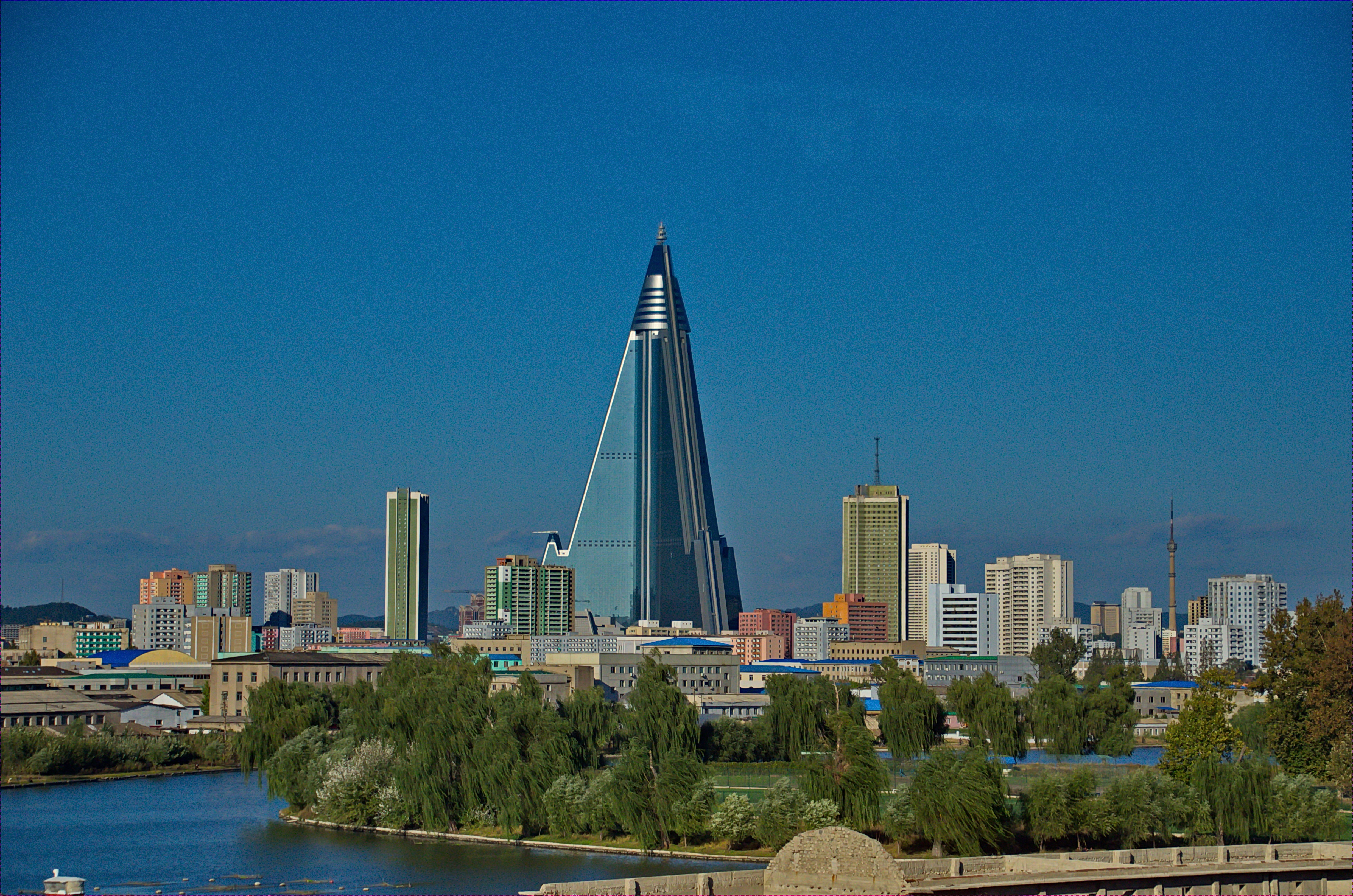
2015년 10월 12일
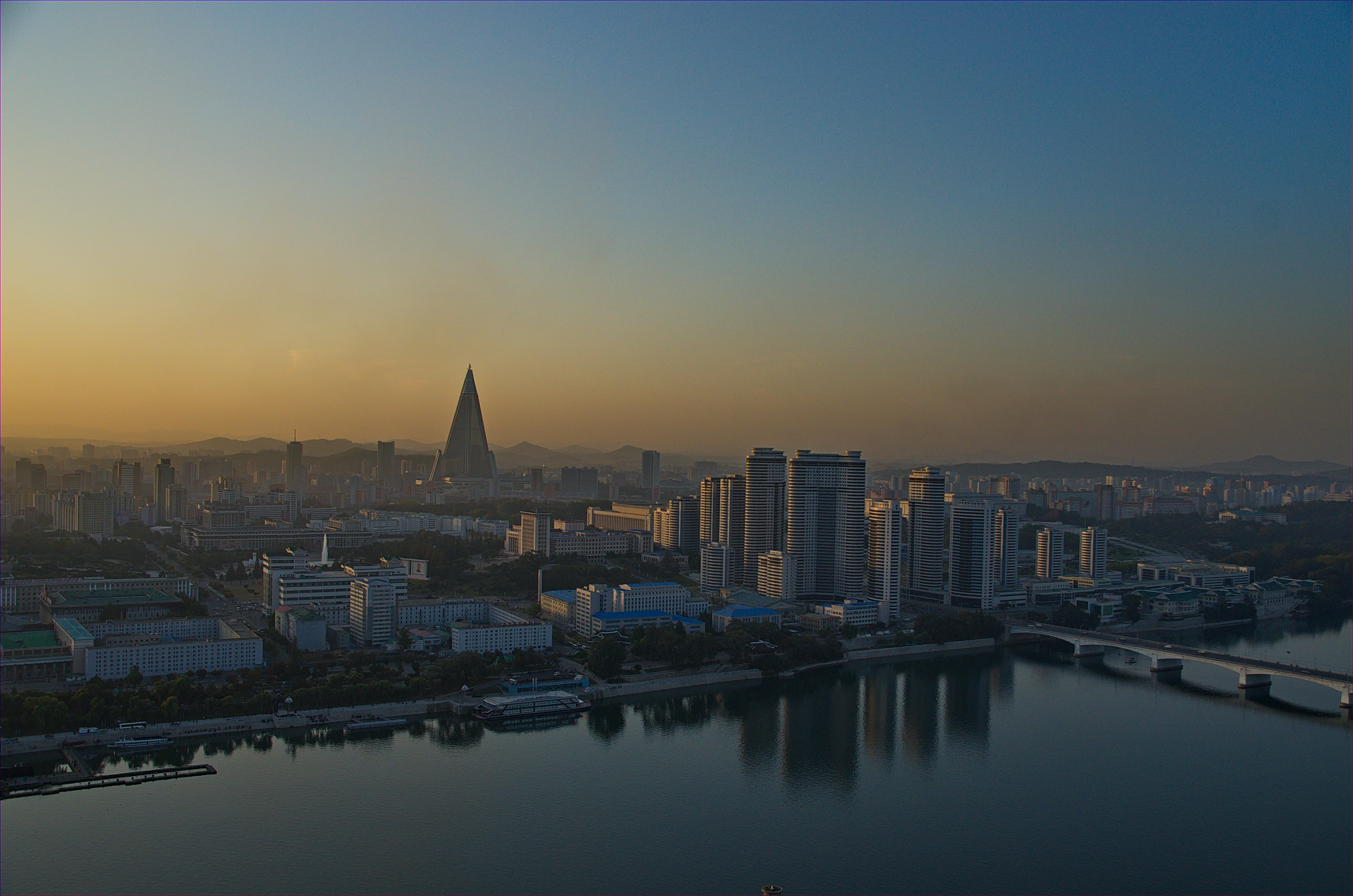
2015년 10월 14일
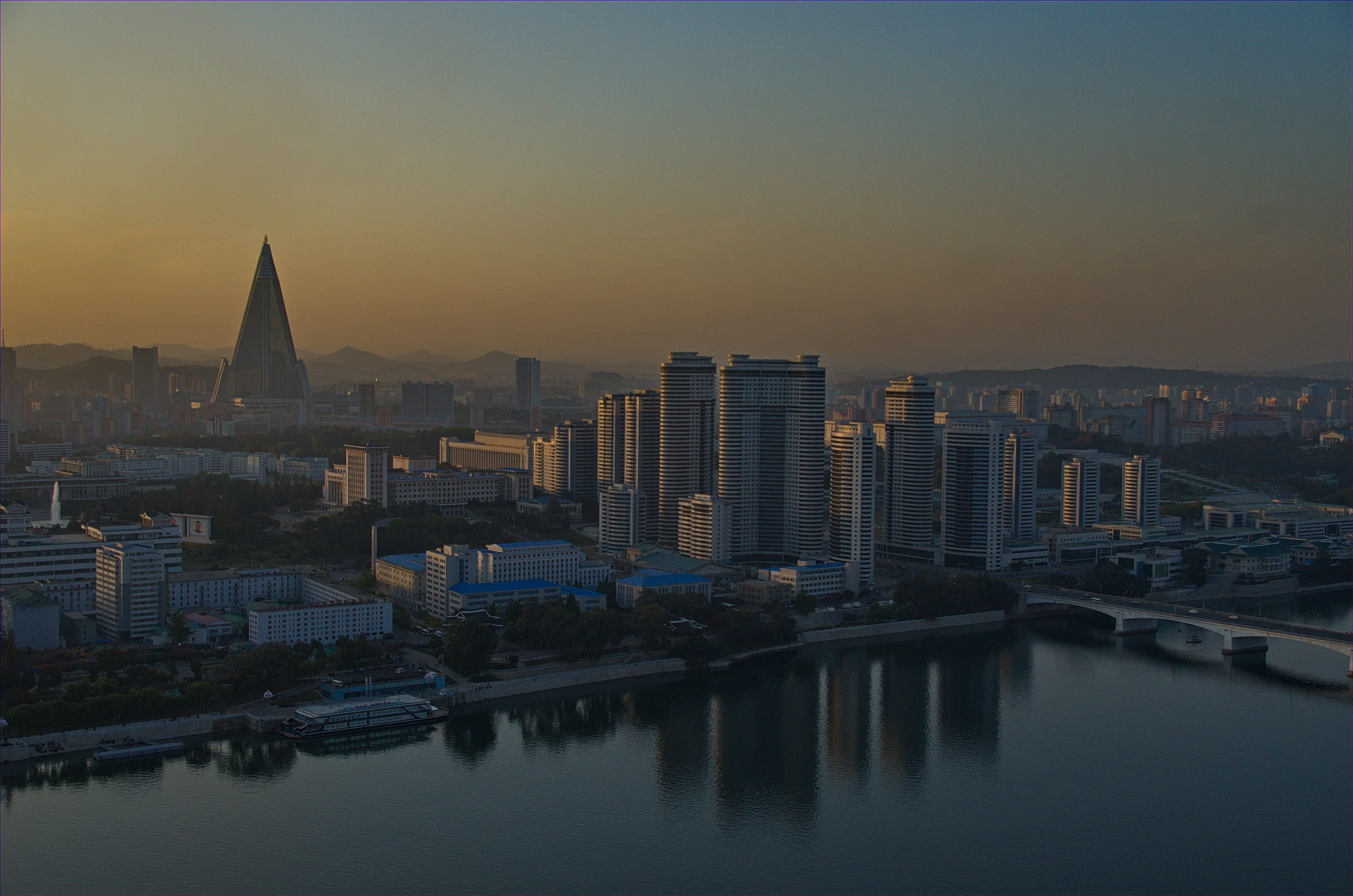
2015년 10월 14일
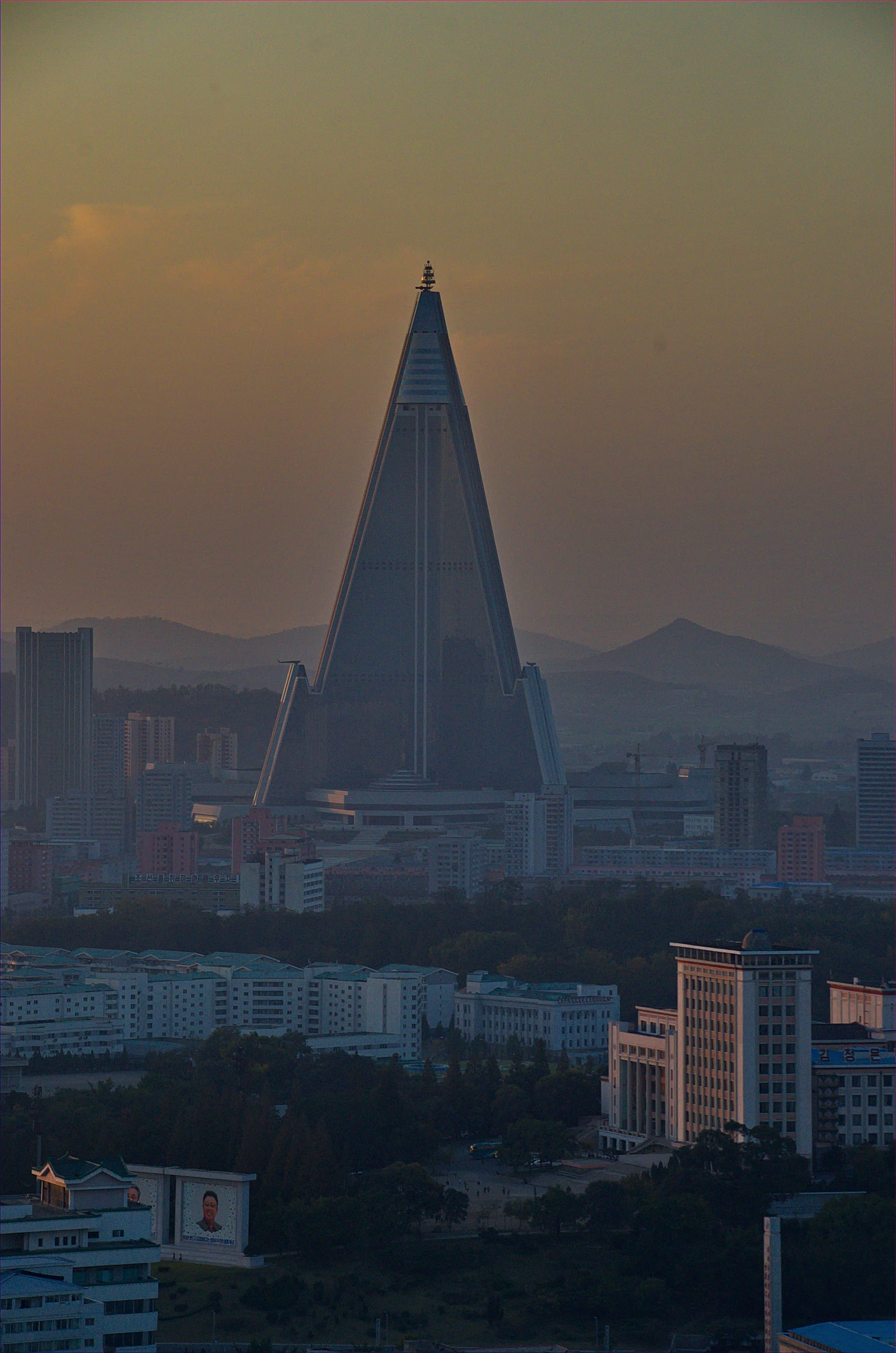
2015년 10월 14일
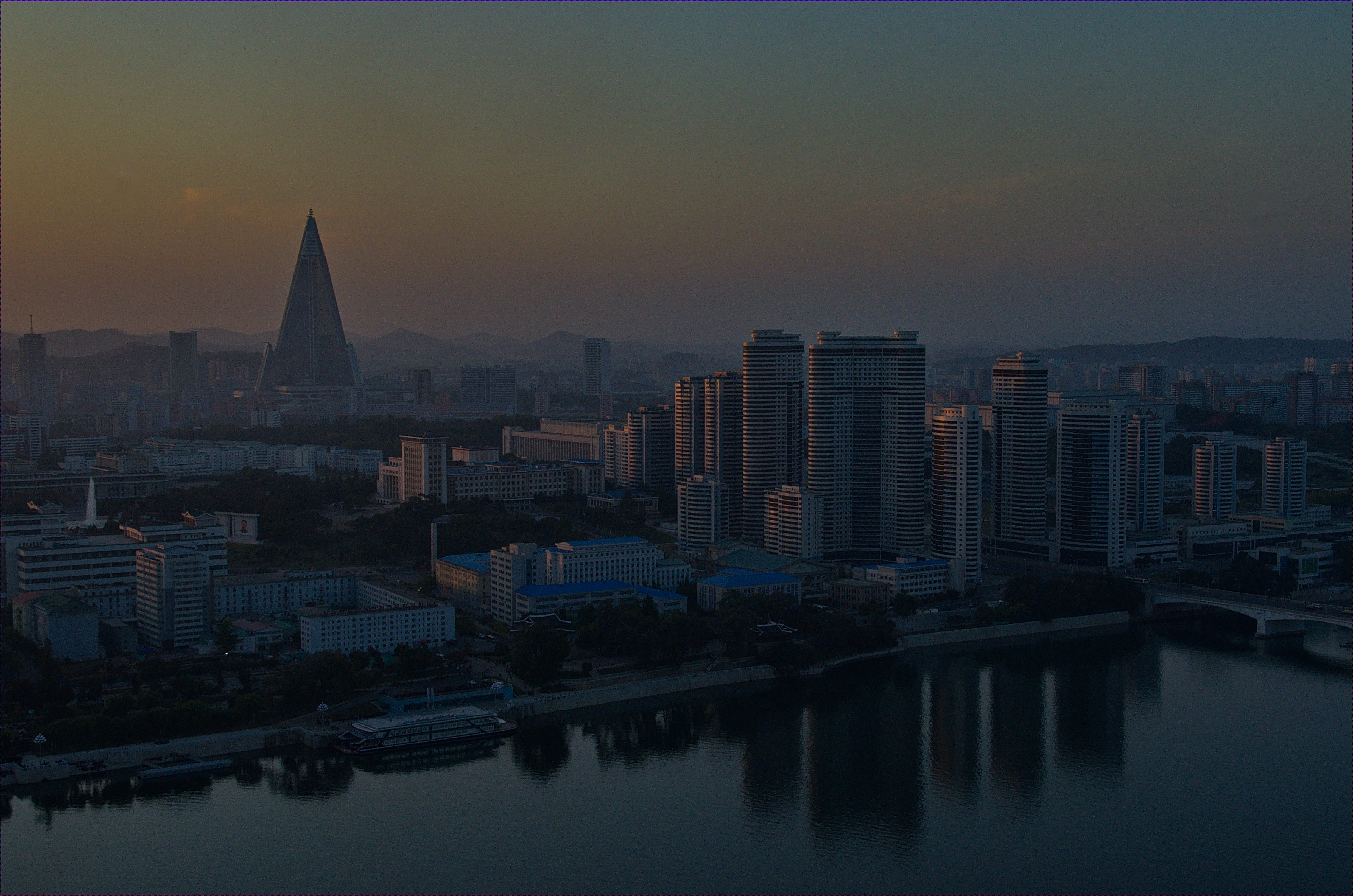
2015년 10월 14일
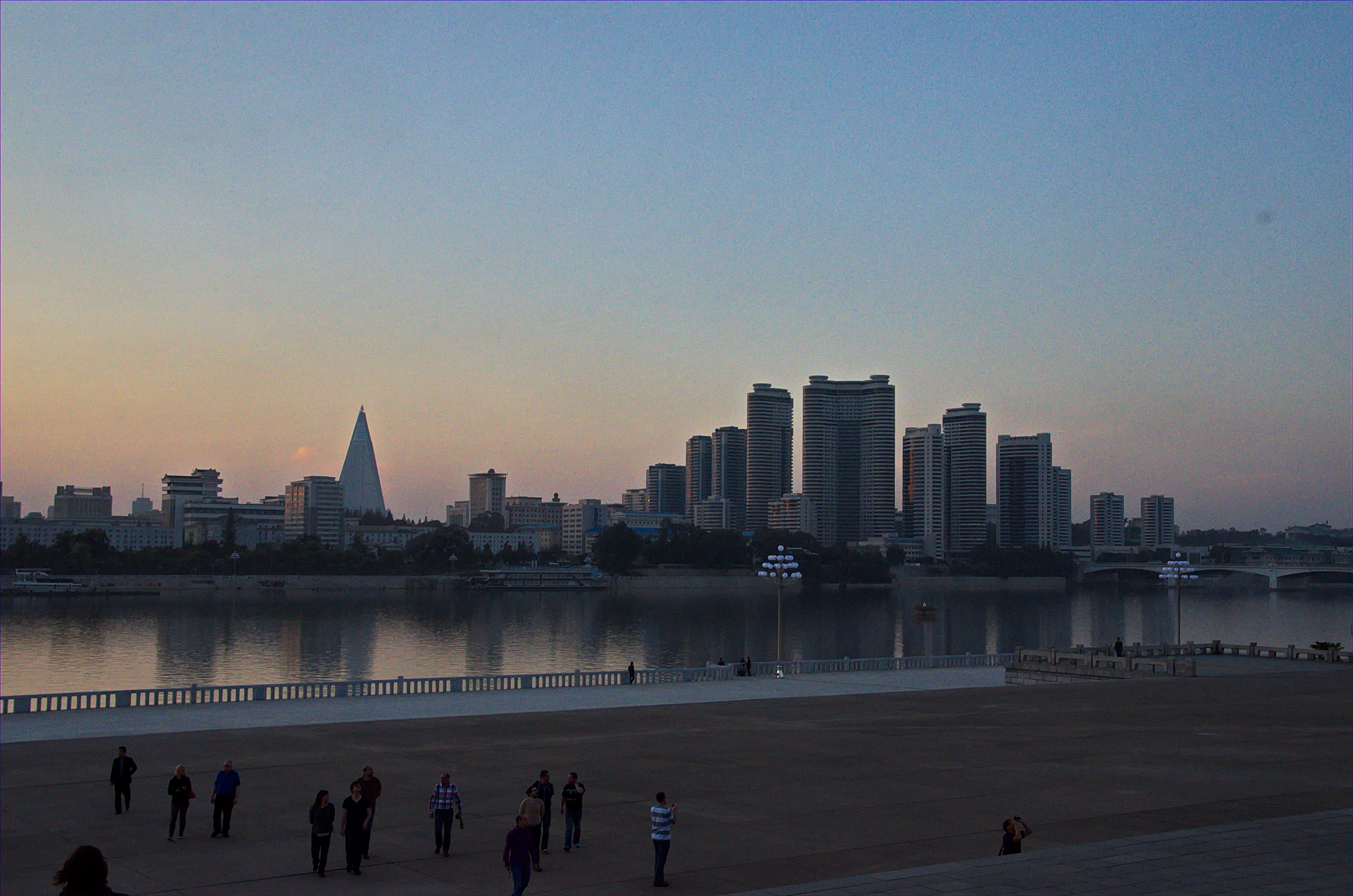
2015년 10월 14일
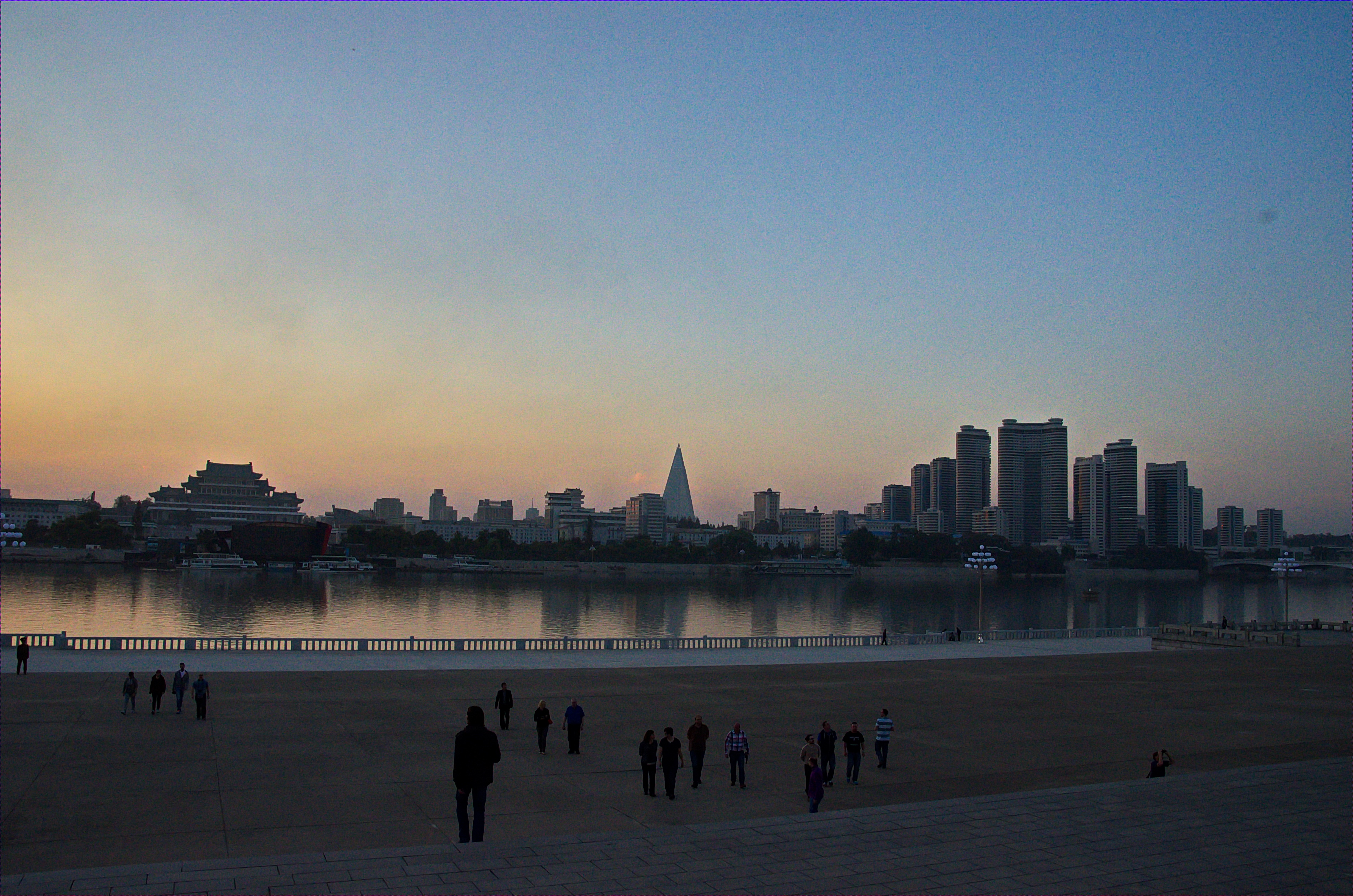
2015년 10월 14일

## 같이 보기
- 조선민주주의인민공화국의 마천루 목록
- 평양시의 마천루 목록
- 100층 이상의 마천루 목록
- 높이순 호텔 목록
- 마천루 목록
- 양각도국제호텔
- 고려호텔